# Biserica Nașterea Sfântului Ioan Botezătorul din Poplaca

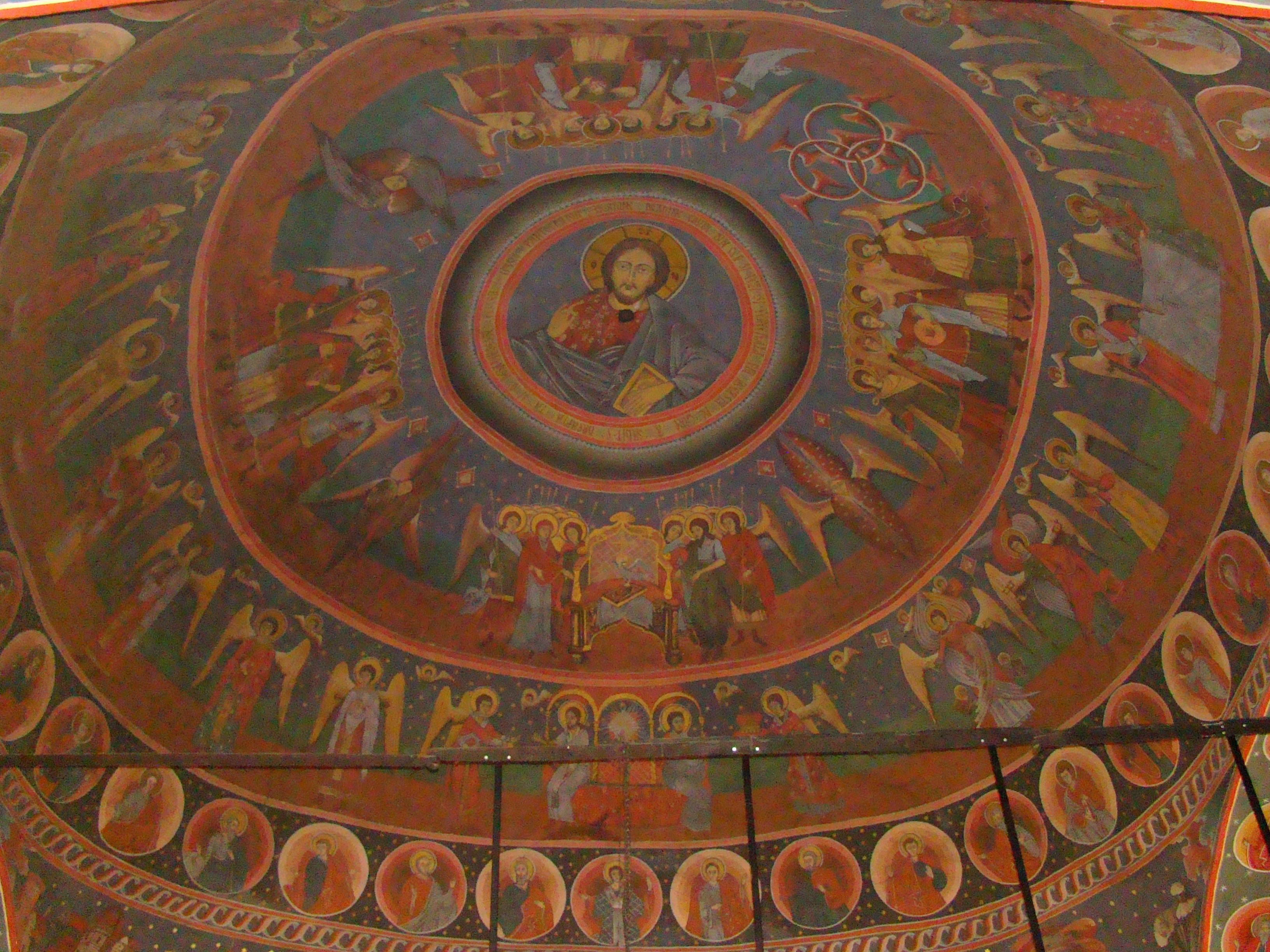
Pantocrator

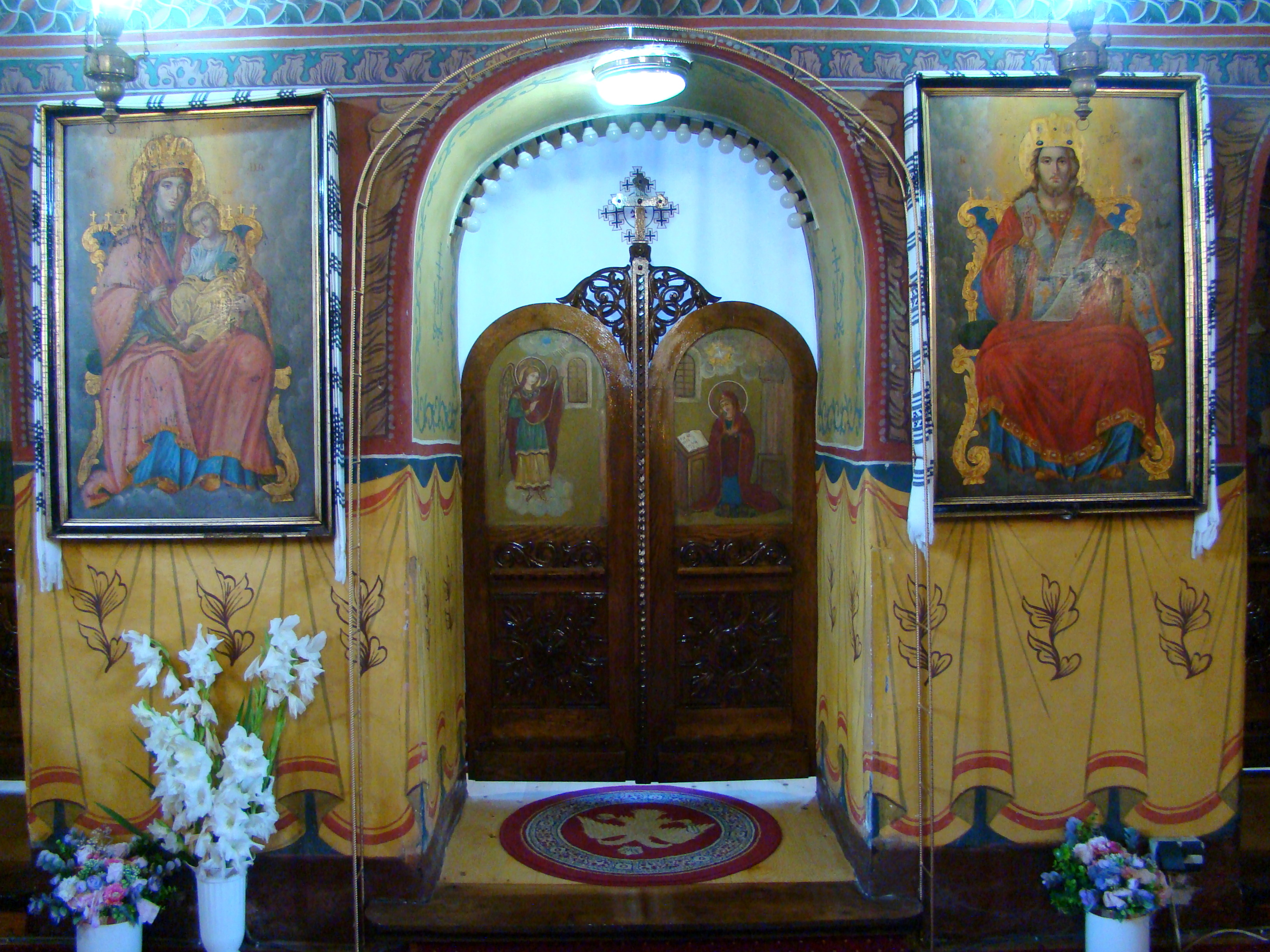
Uși și icoane împărătești

Biserica „Nașterea Sfântului Ioan Botezătorul” este un monument istoric aflat pe teritoriul satului Poplaca, comuna Poplaca.

## Localitatea
Poplaca (în germană Gunzendorf, în maghiară Popláka, Paplaka) este satul de reședință al comunei cu același nume din județul Sibiu, Transilvania, România. Menționat pentru prima dată în anul 1488.

## Istoric și trăsături
Biserica a fost zidită în 1793 pe terenul donat de o credincioasă, pe nume Pelaghia.
Biserica a fost ctitorită de obștea satului.
Din punct de vedere tipologic este o biserică-sală, cu turn-clopotniță peste pridvor.
În 1818 biserica a fost pictată de un renumit zugrav local, cunoscut sub numele de Ioan Zugravul și care a fost instruit în arta picturii la școlile de profil din Rășinari. Ioan Zugravul a pictat mai multe biserici, pe lângă cea din Poplaca: în Rășinari, Poiana Sibiului, Boița și în alte parohii din Mărginimea Sibiului.
La exterior, deasupra brâului în formă de tor se află registrul superior format din ocnițe arcuite la partea superioară, ce au fost repictate în perioada 1991-2007. În aceeași perioadă au avut loc ample lucrări de restaurare a picturii interioare.
Biserica a fost resfințită în data de 24 iunie 2007.

## Imagini din exterior

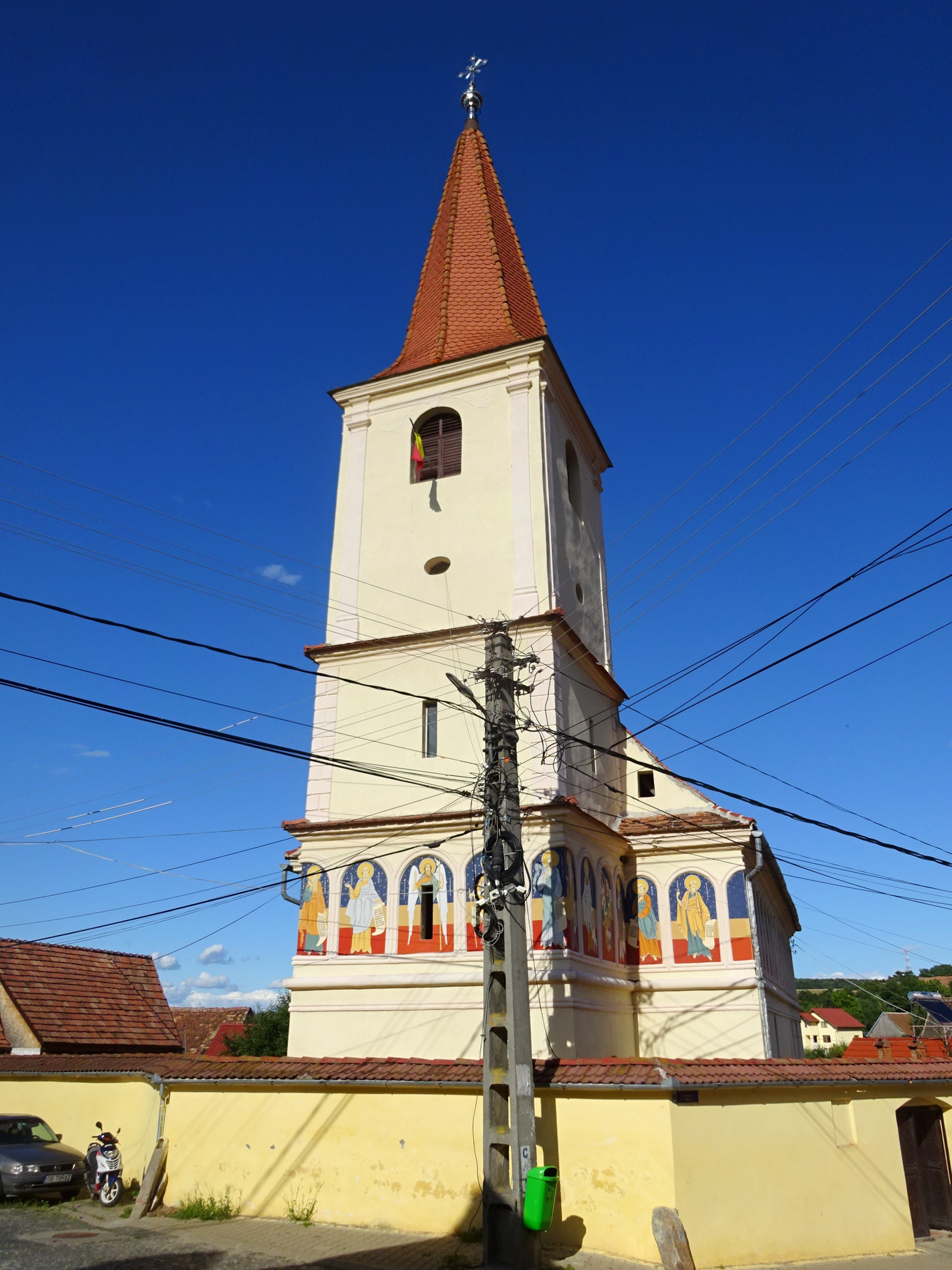
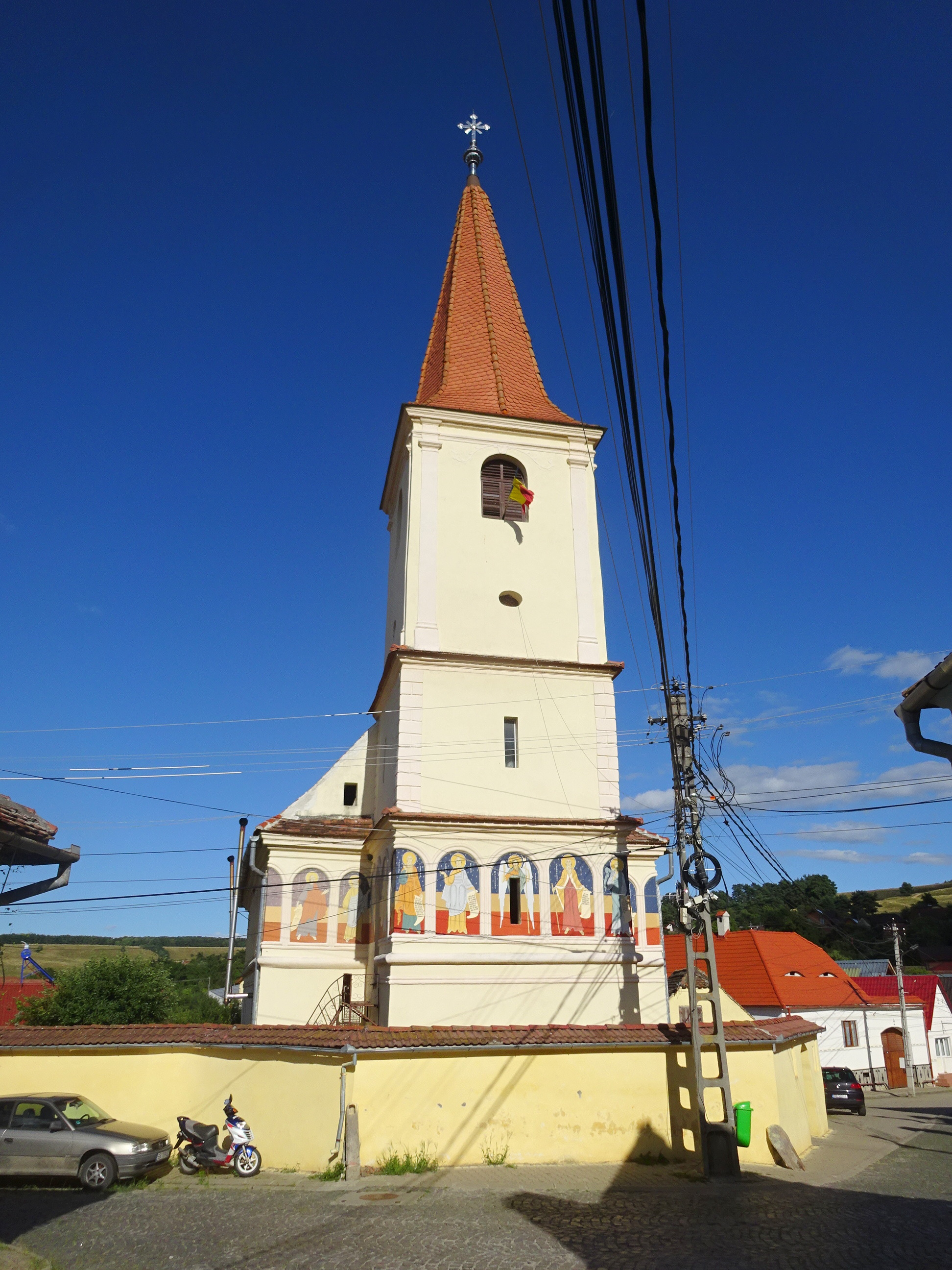
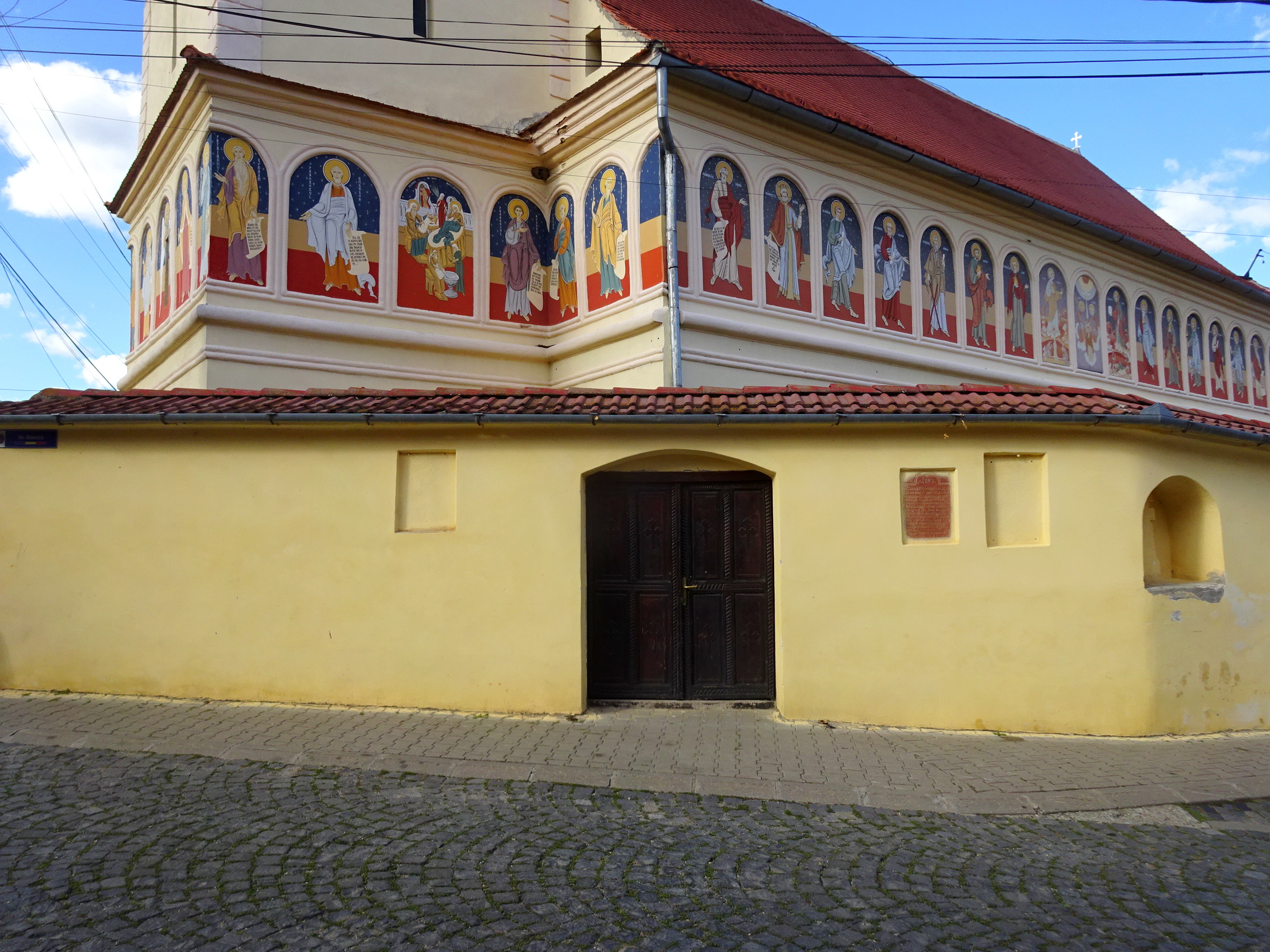
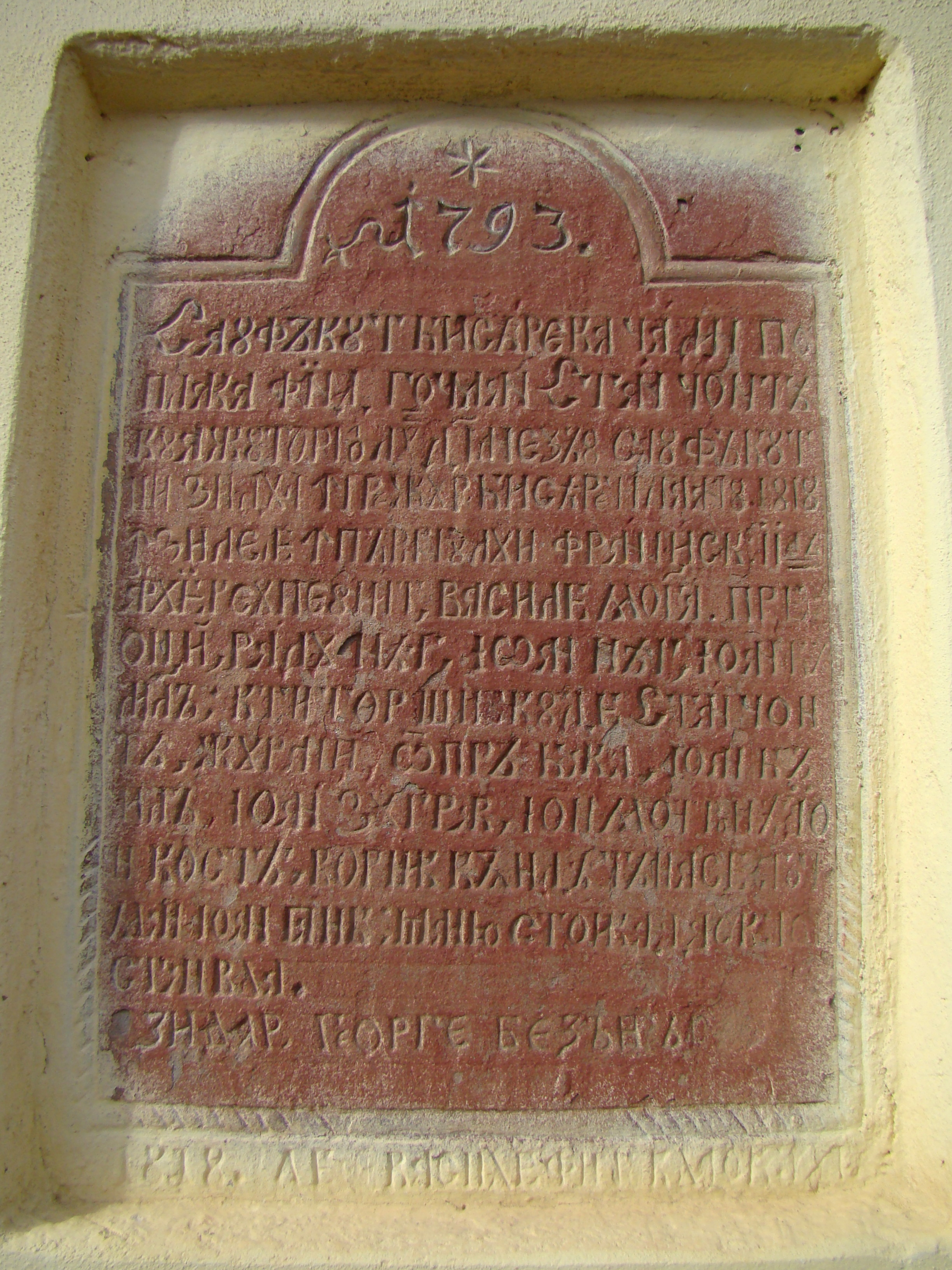
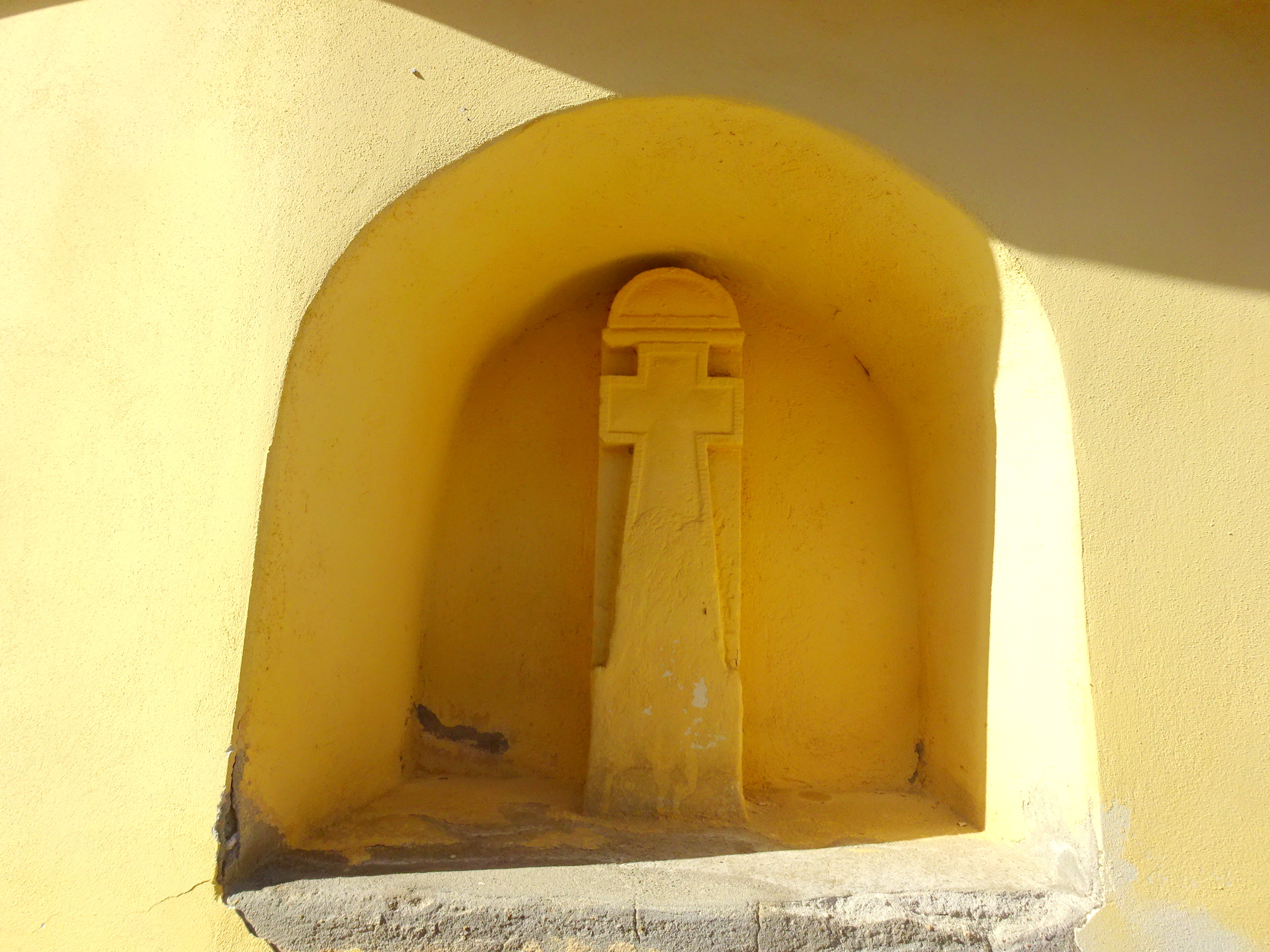
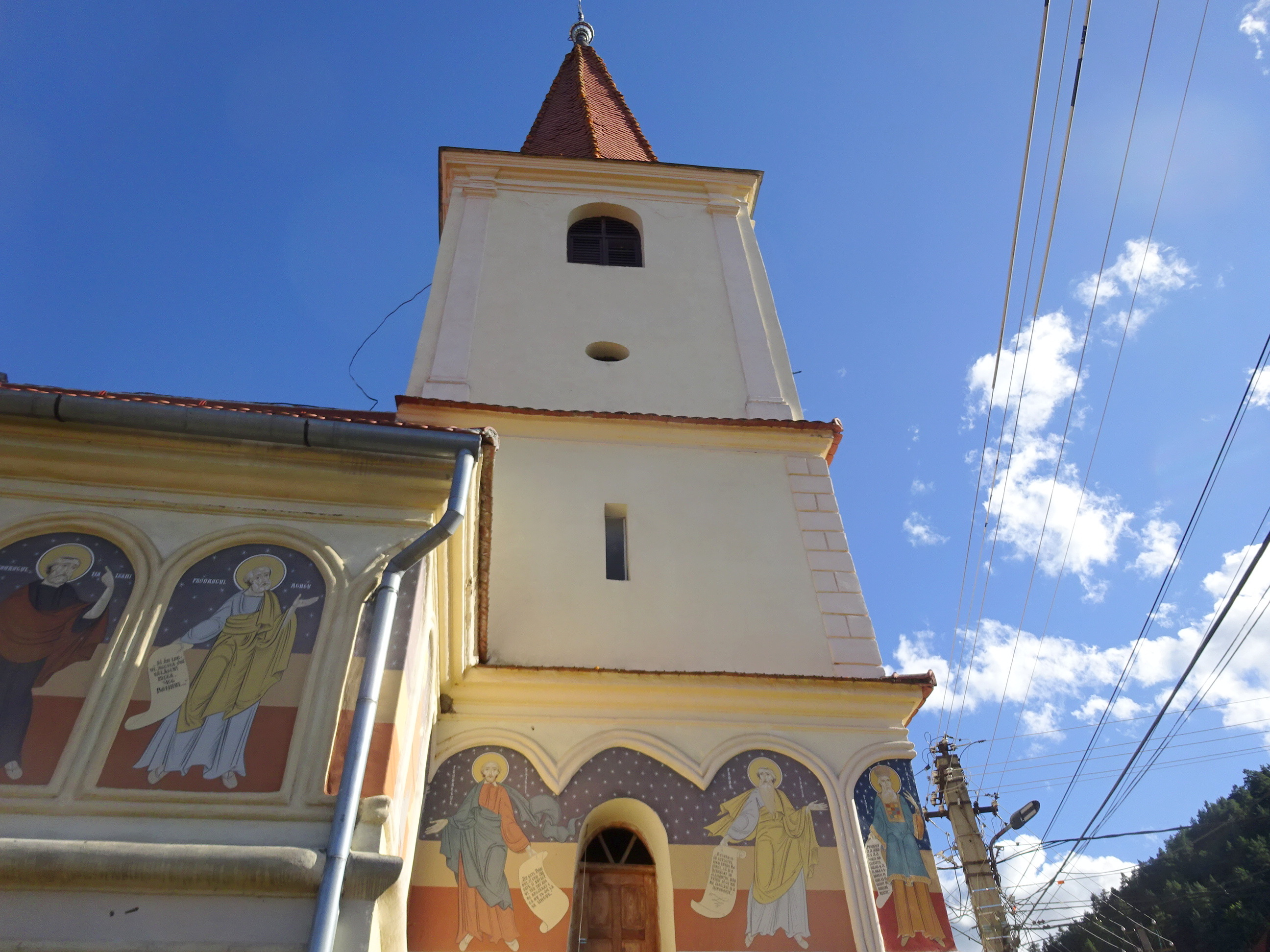
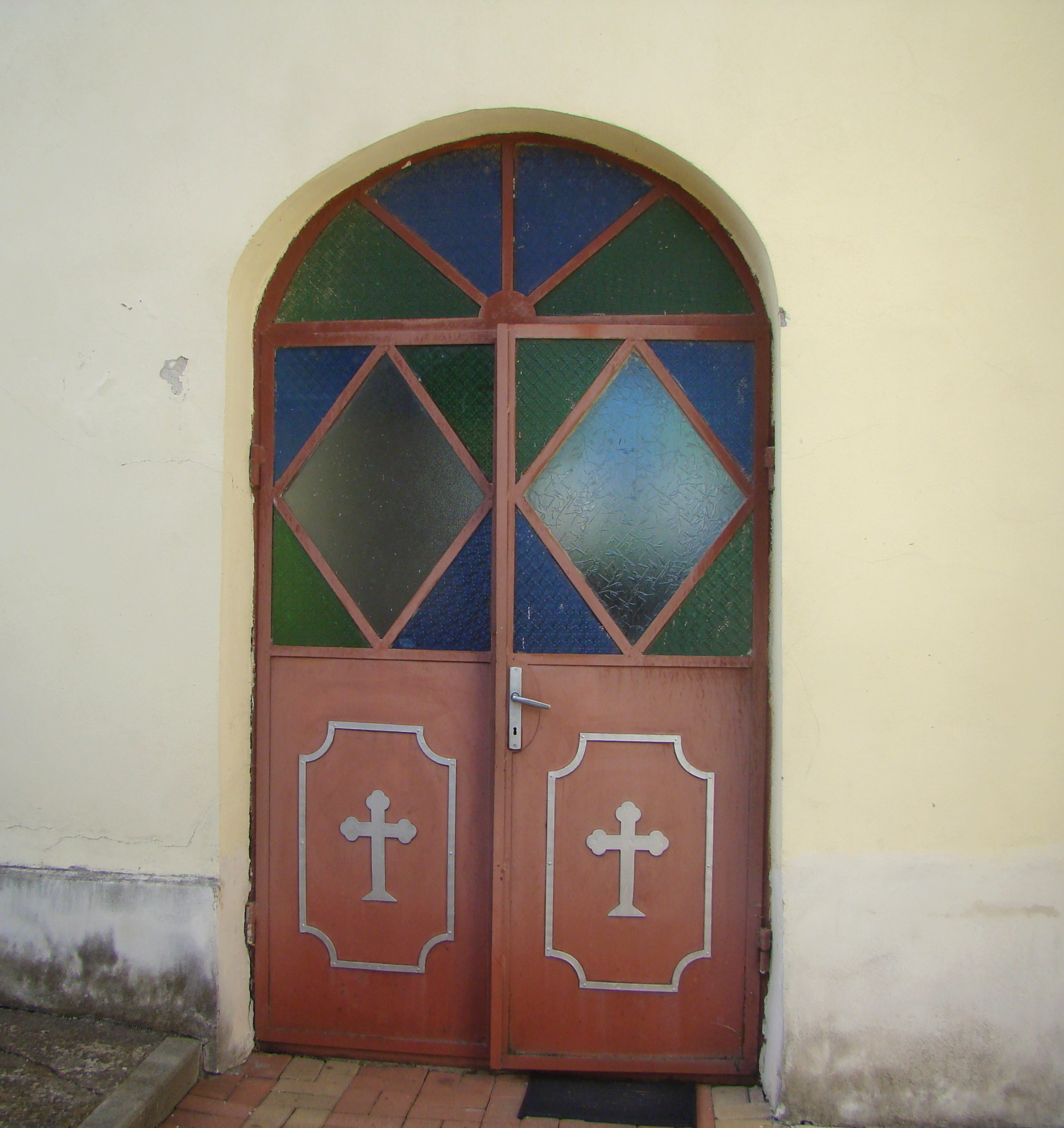
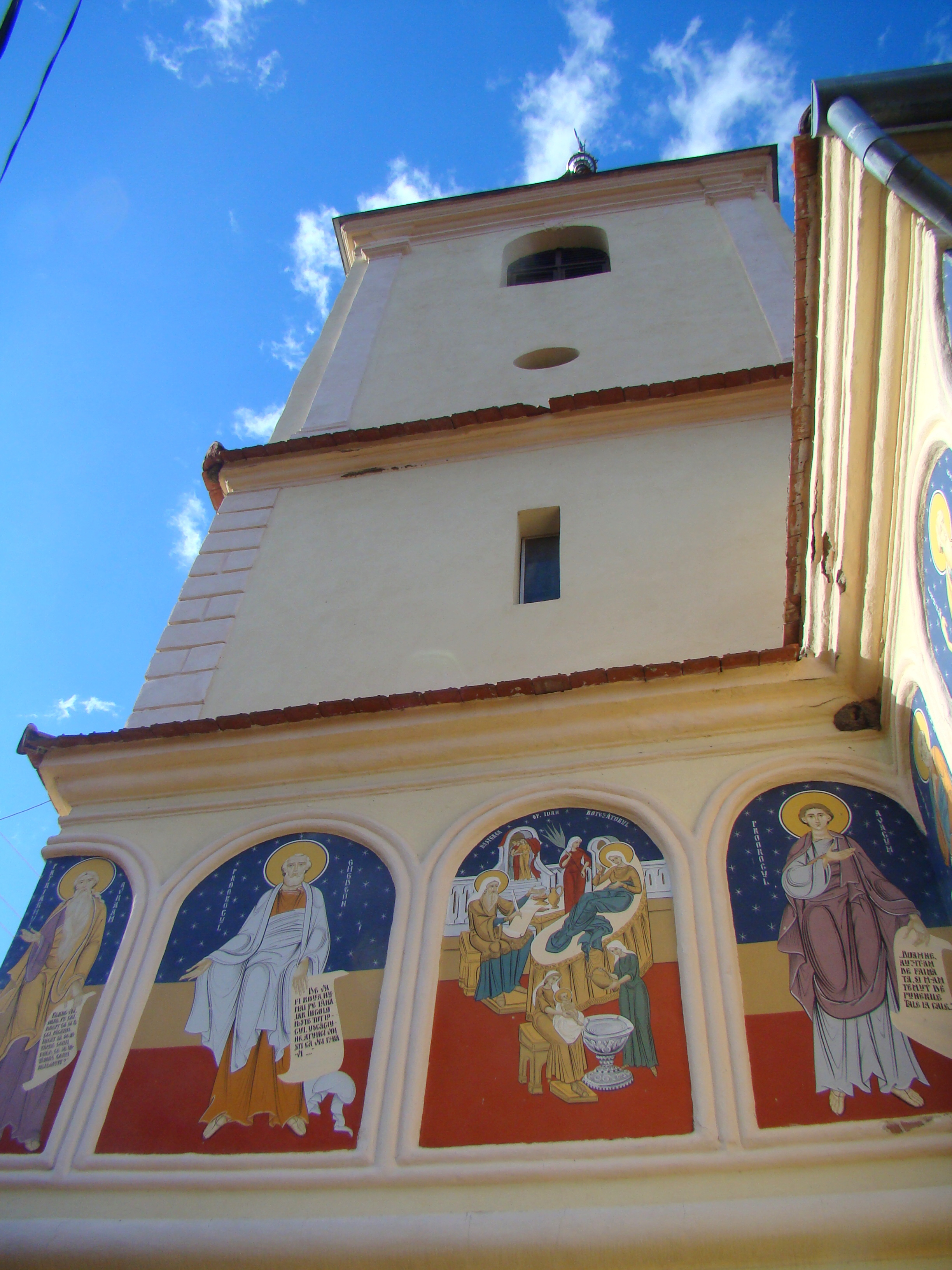
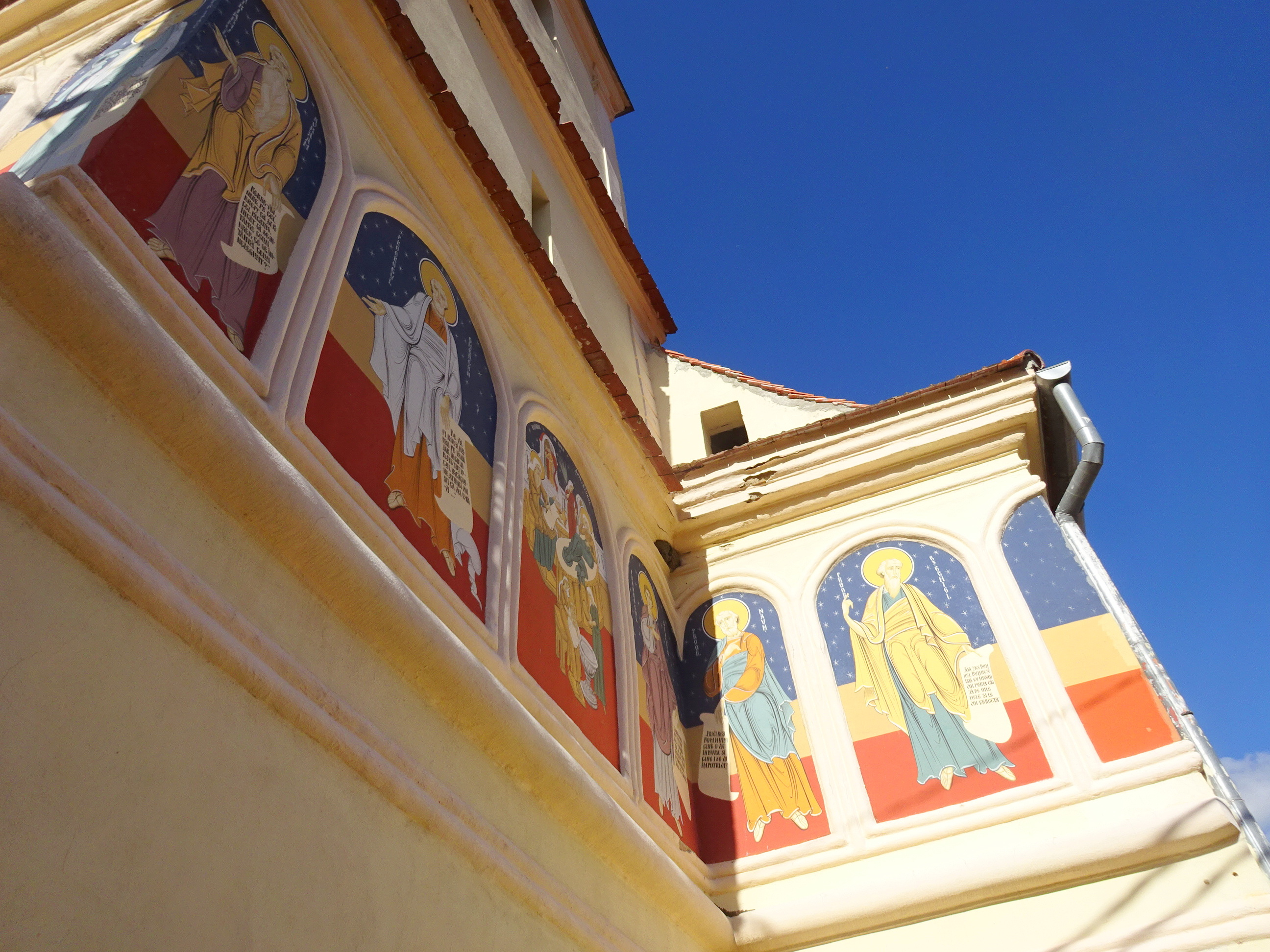
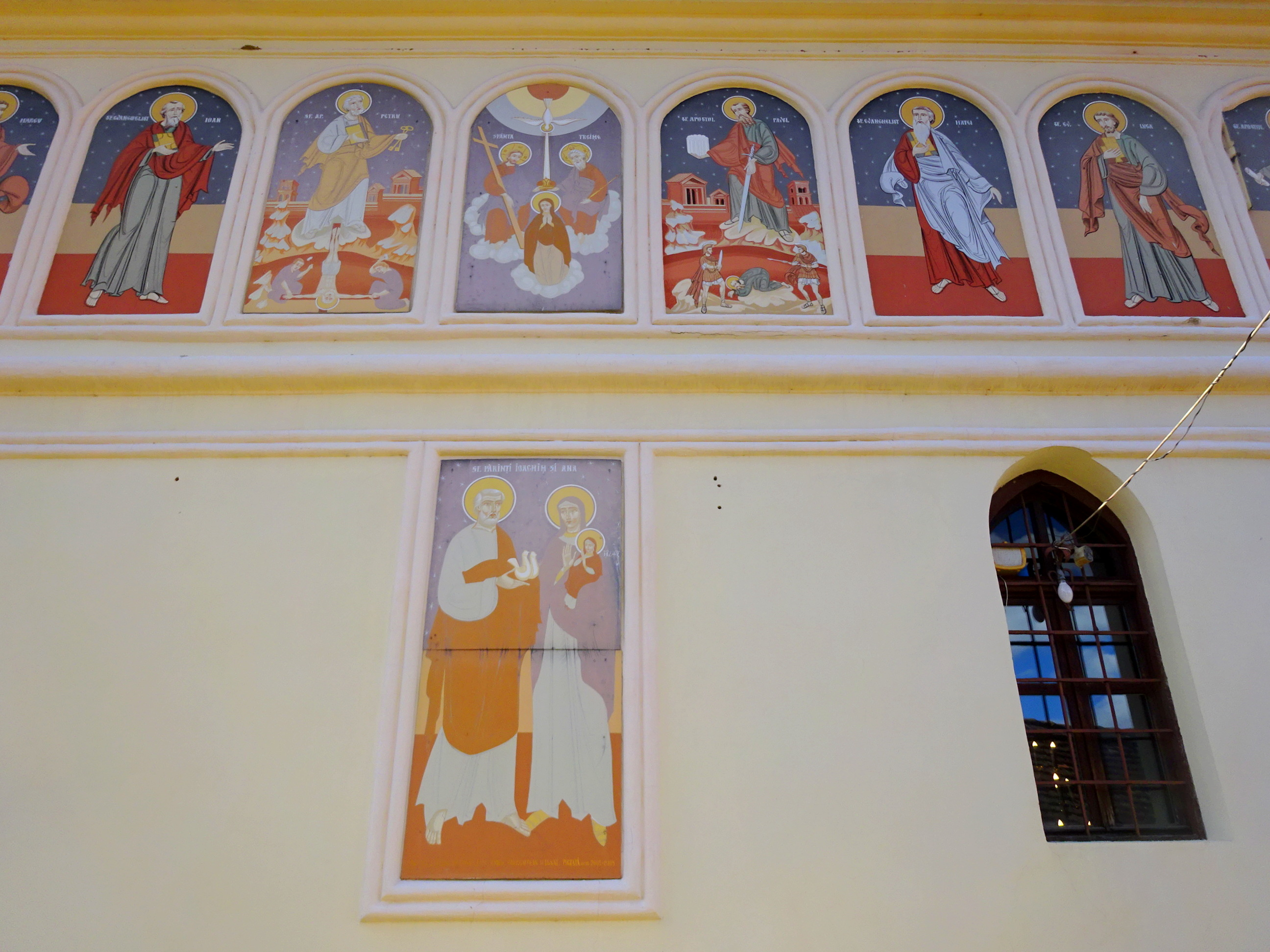
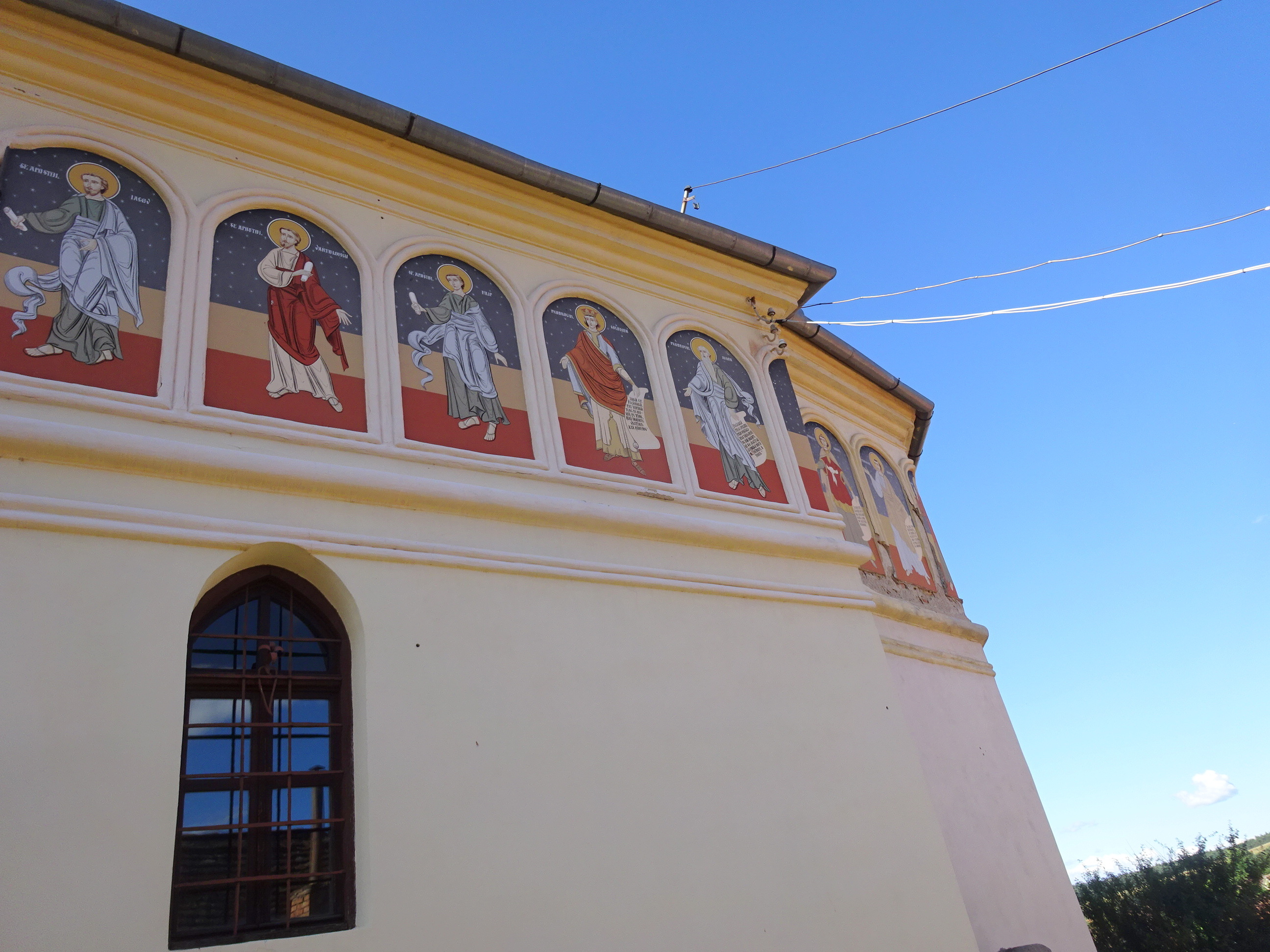
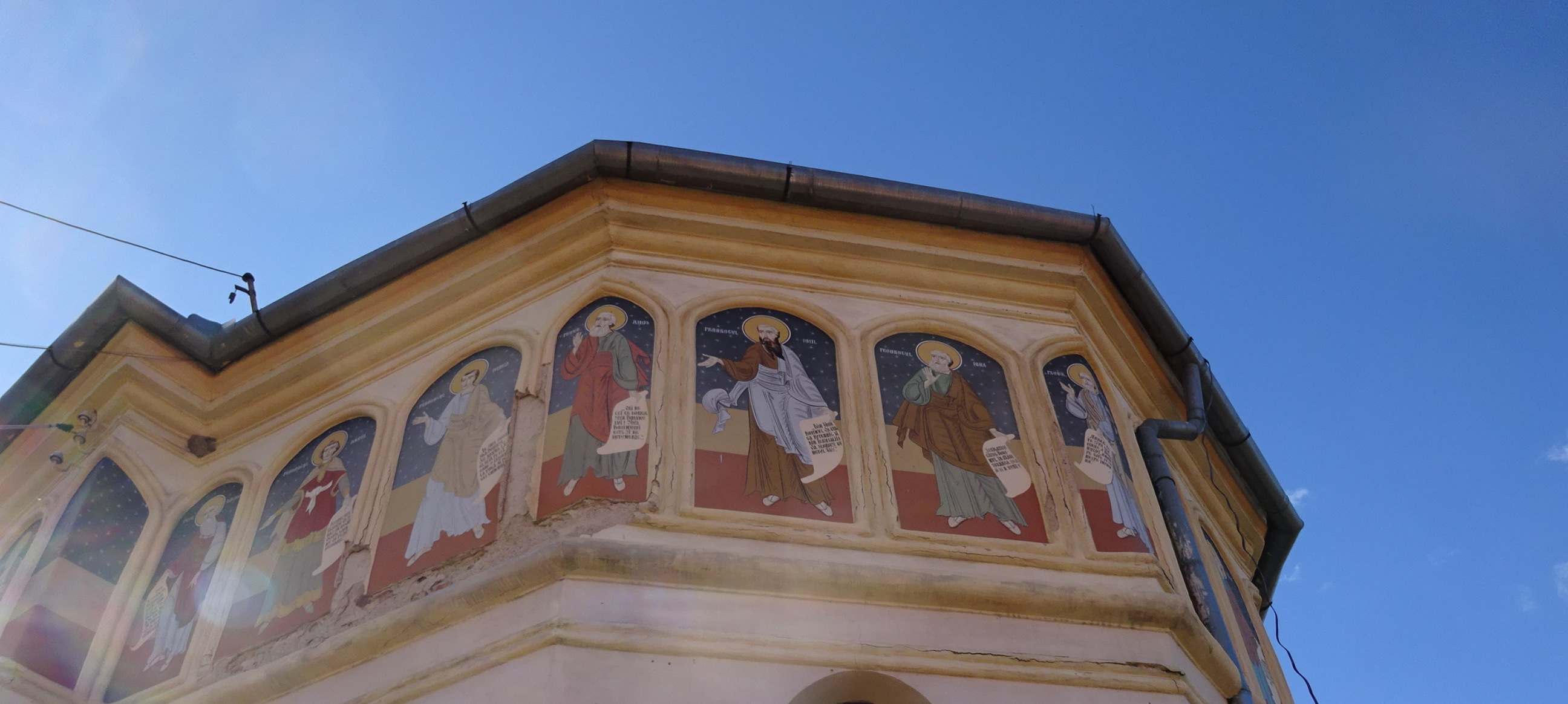
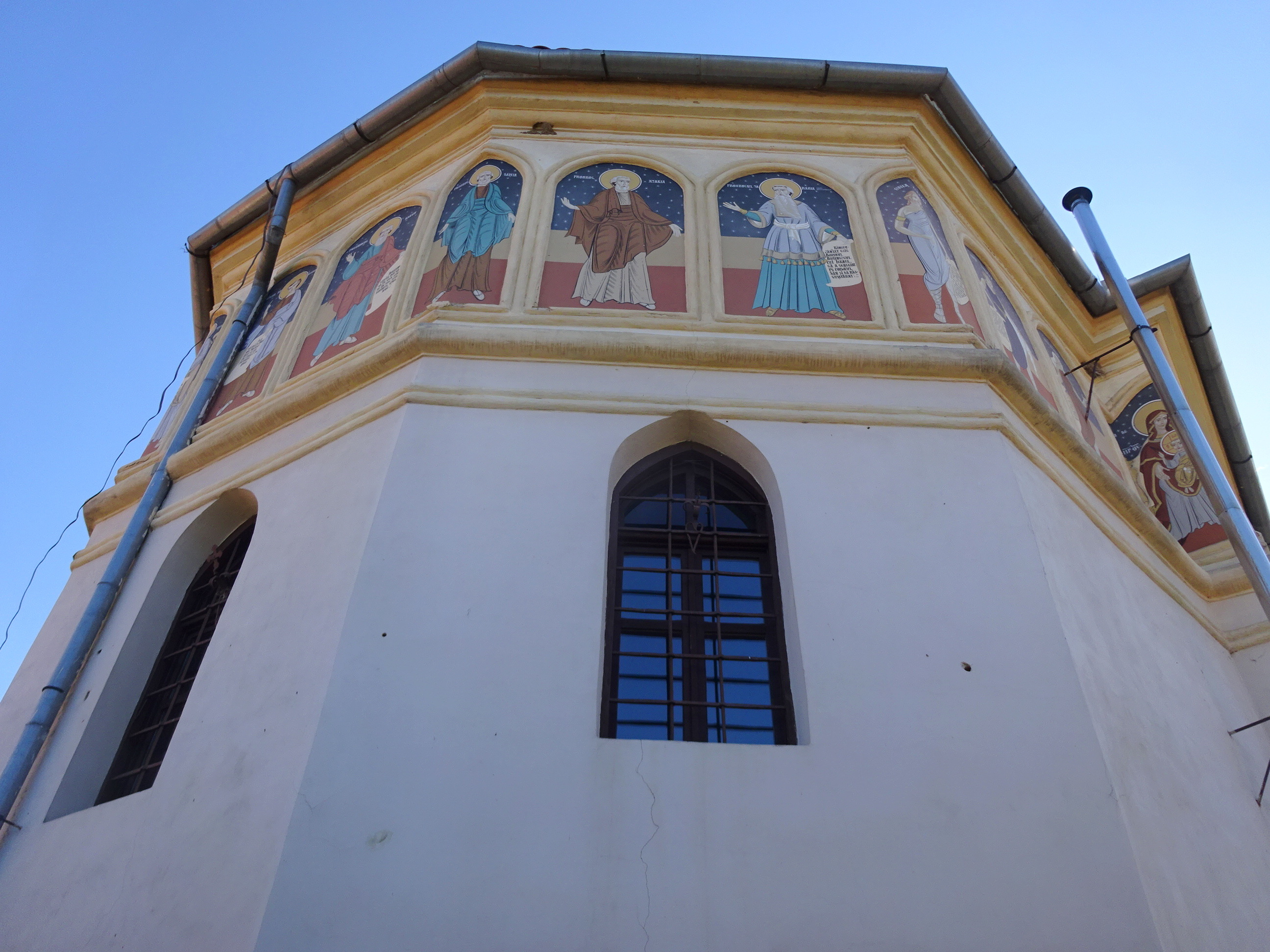
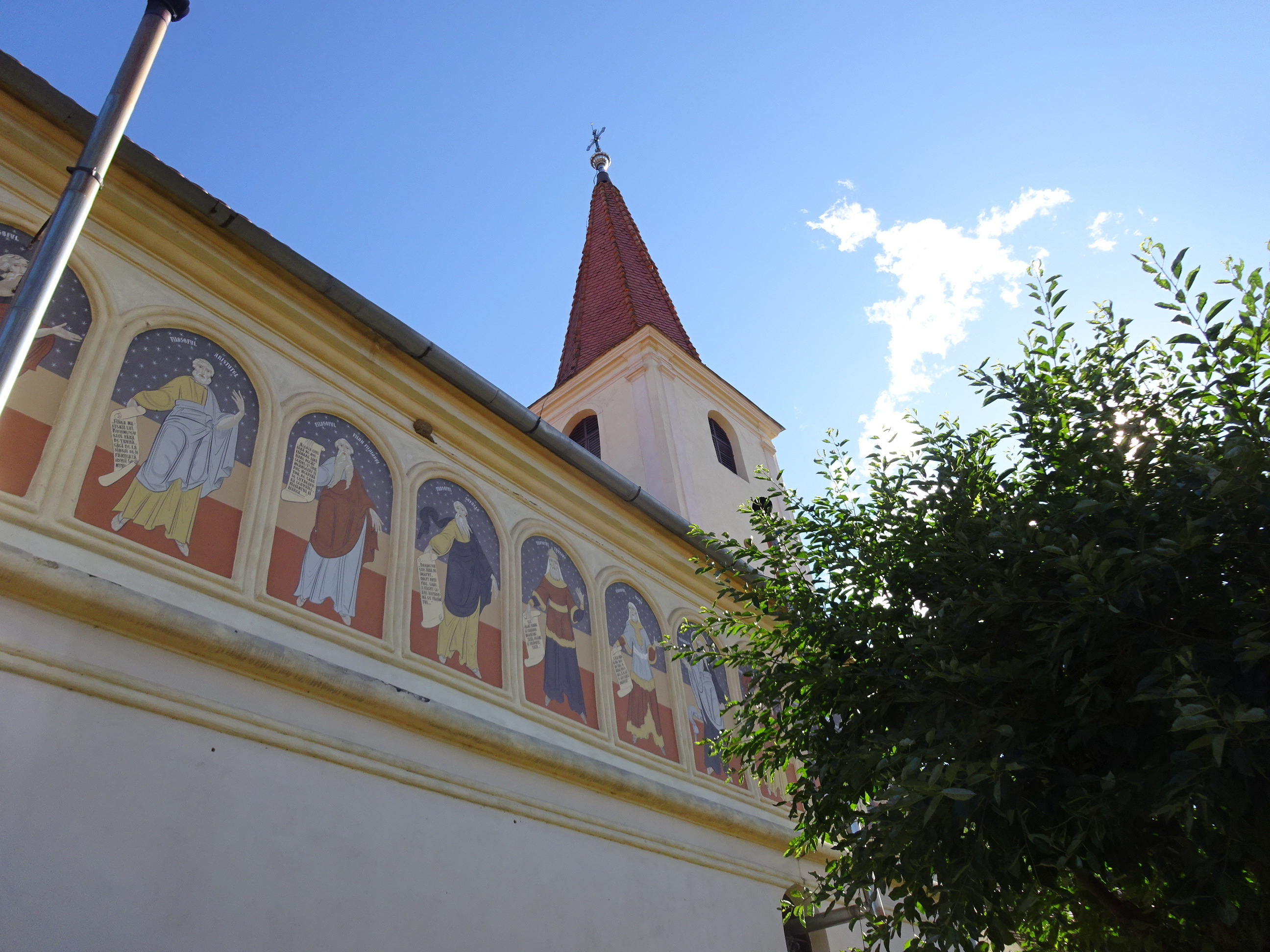
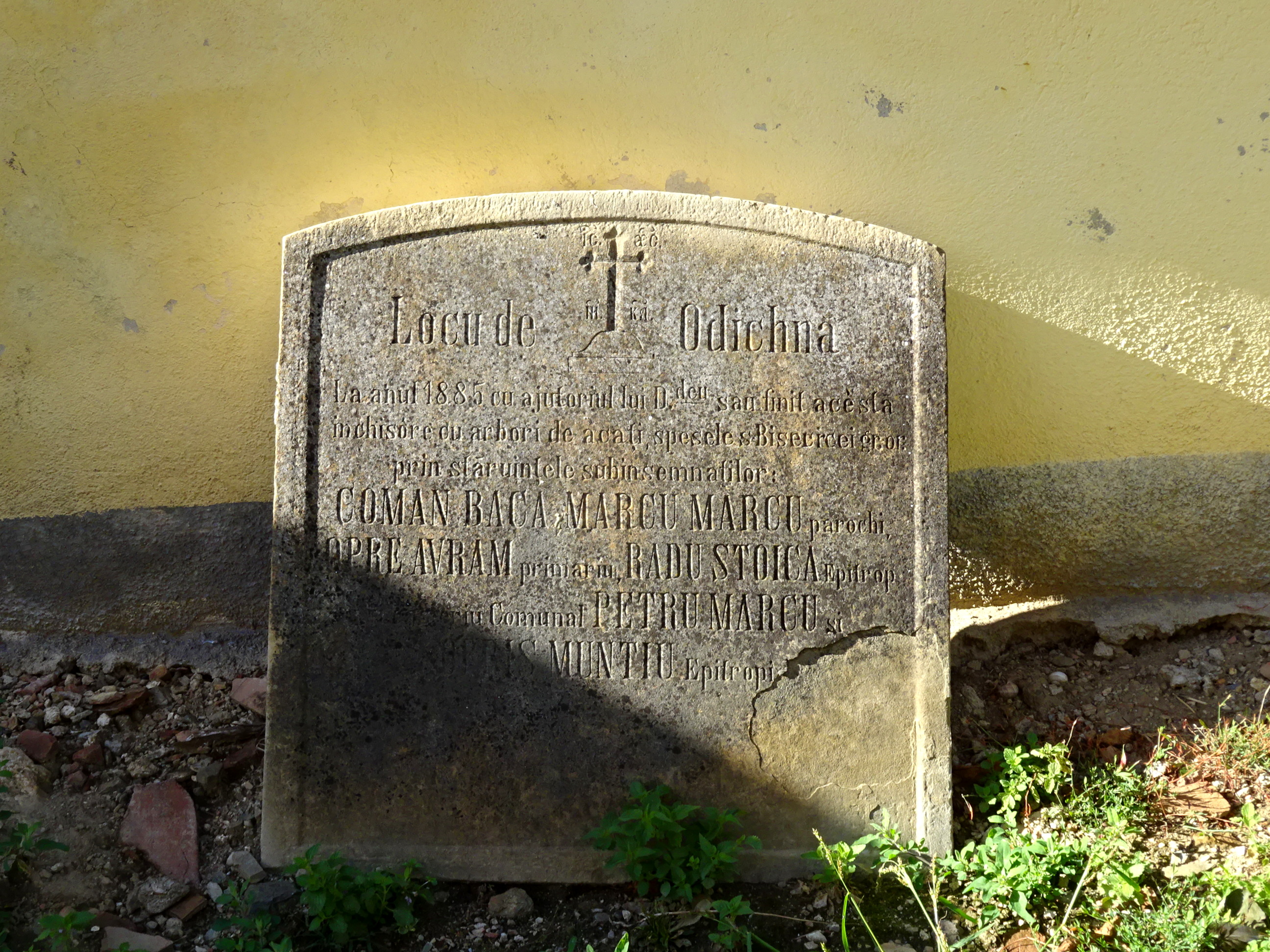
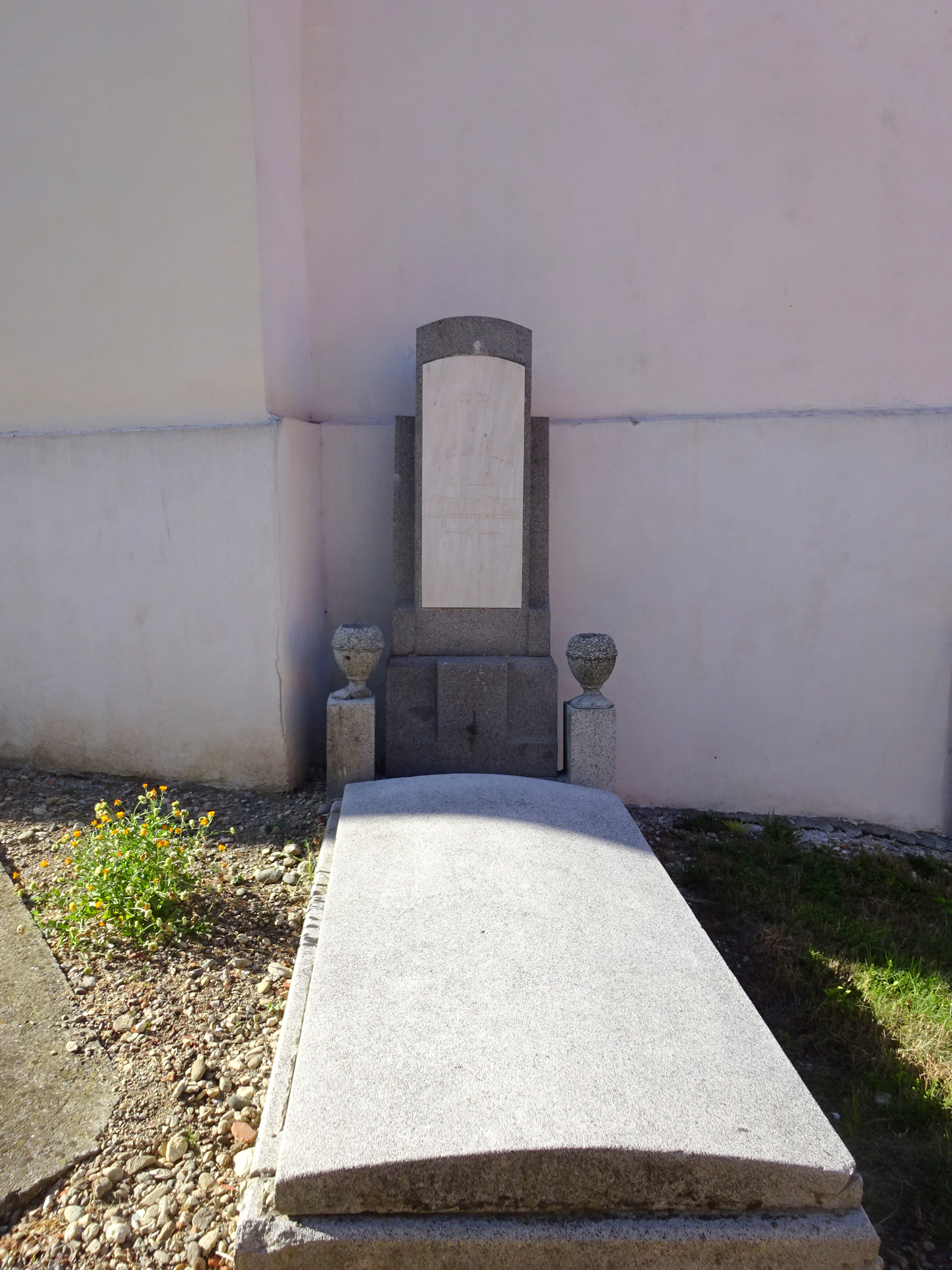
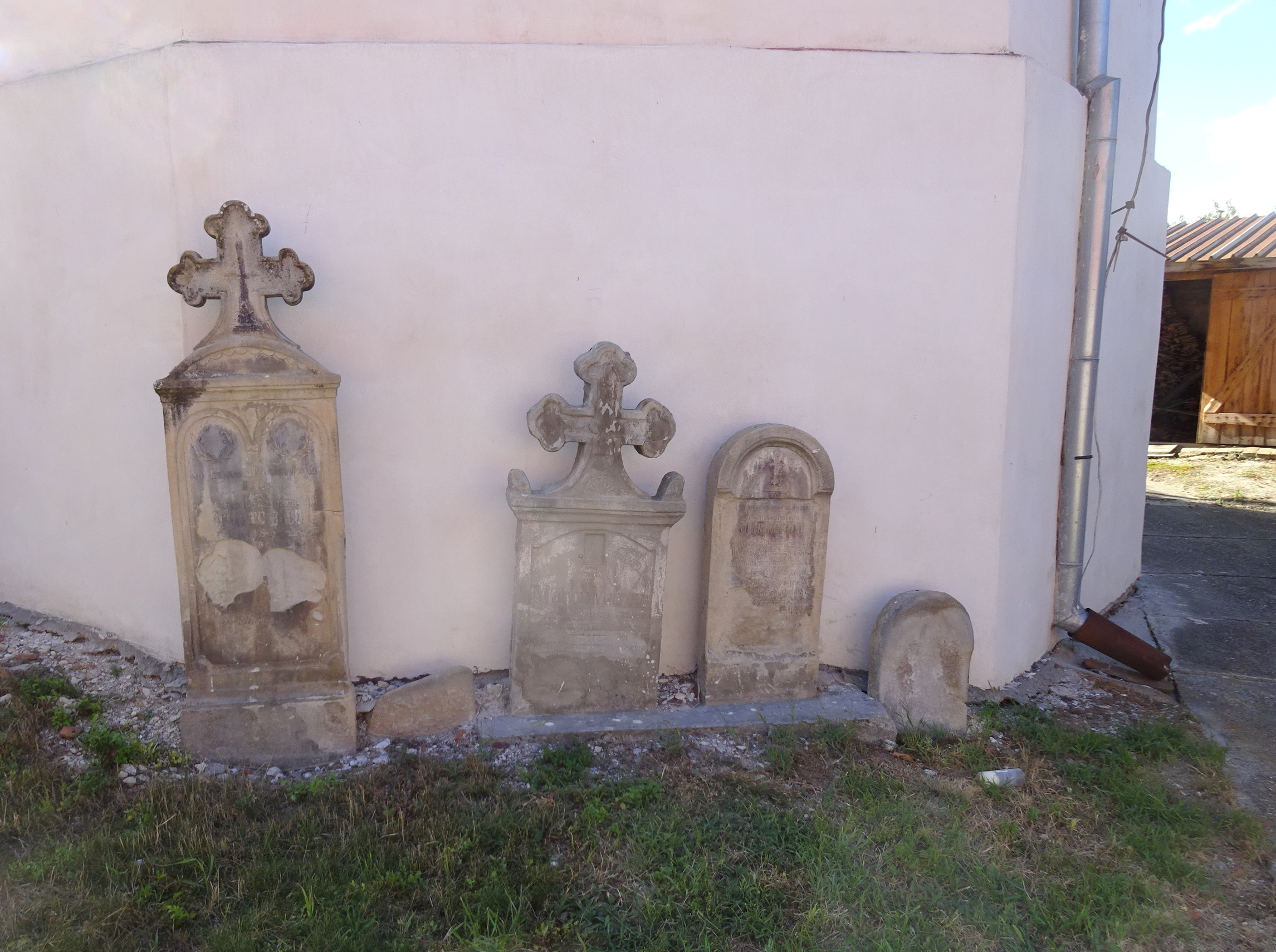
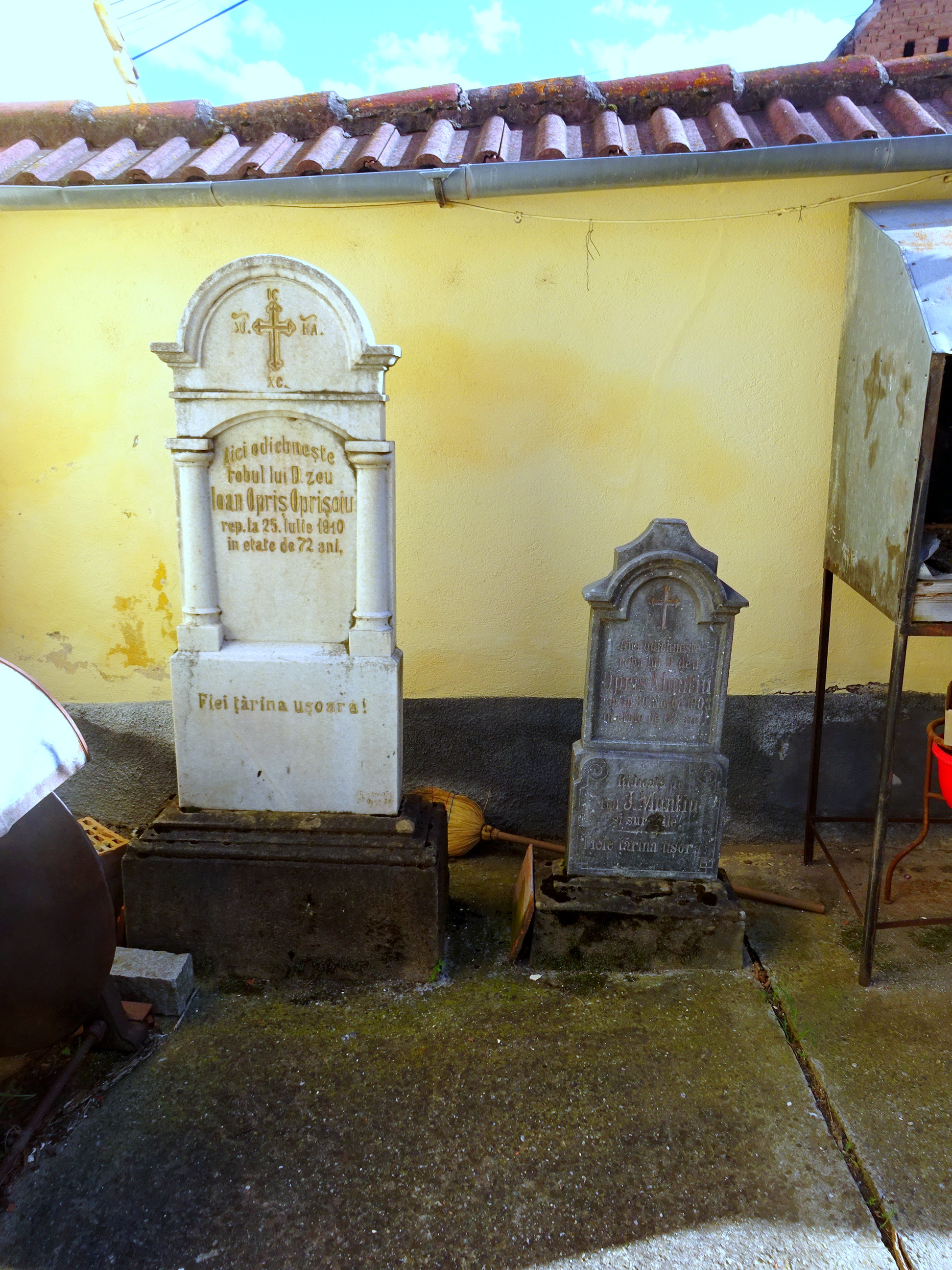
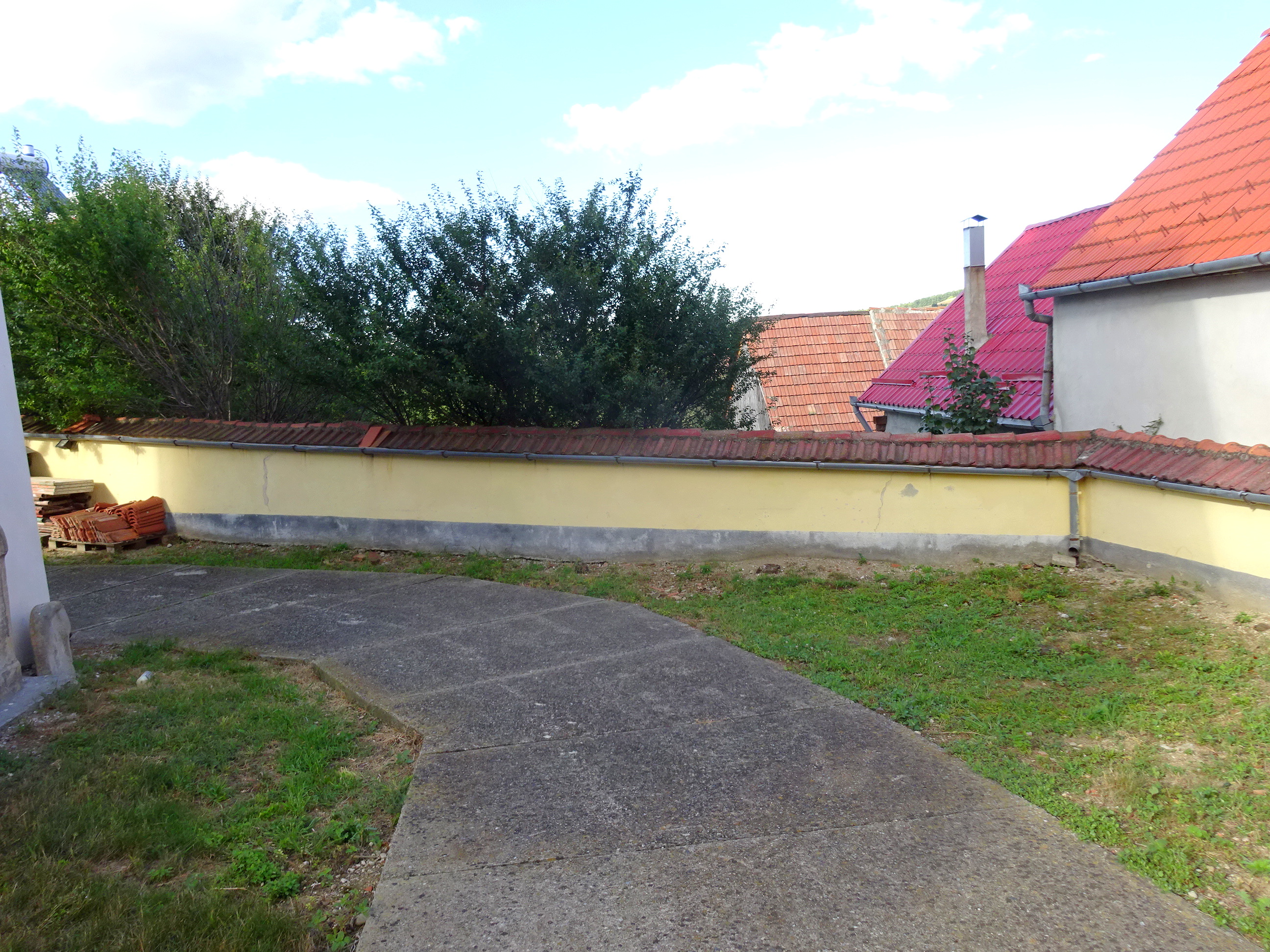
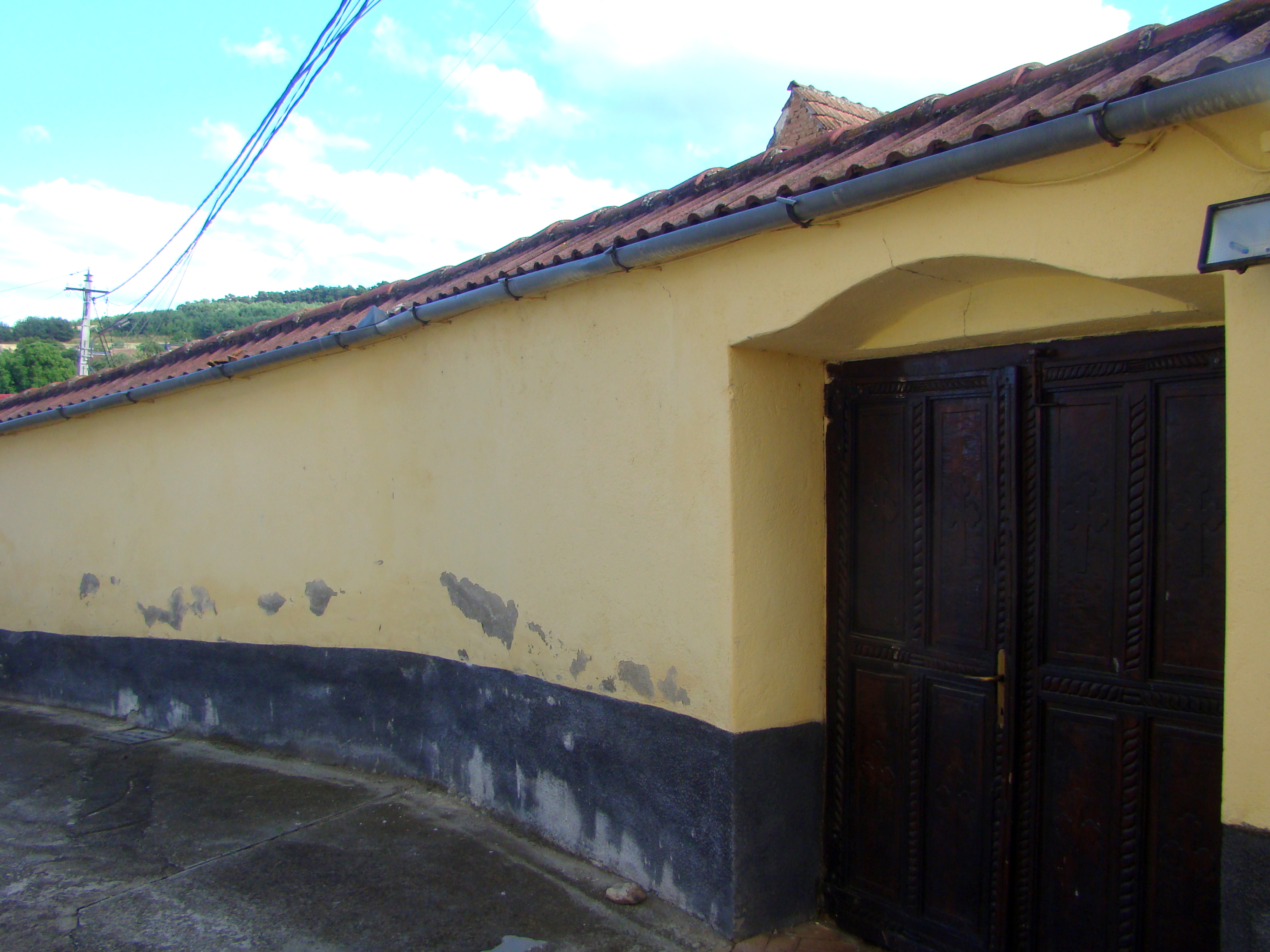

## Imagini din interior

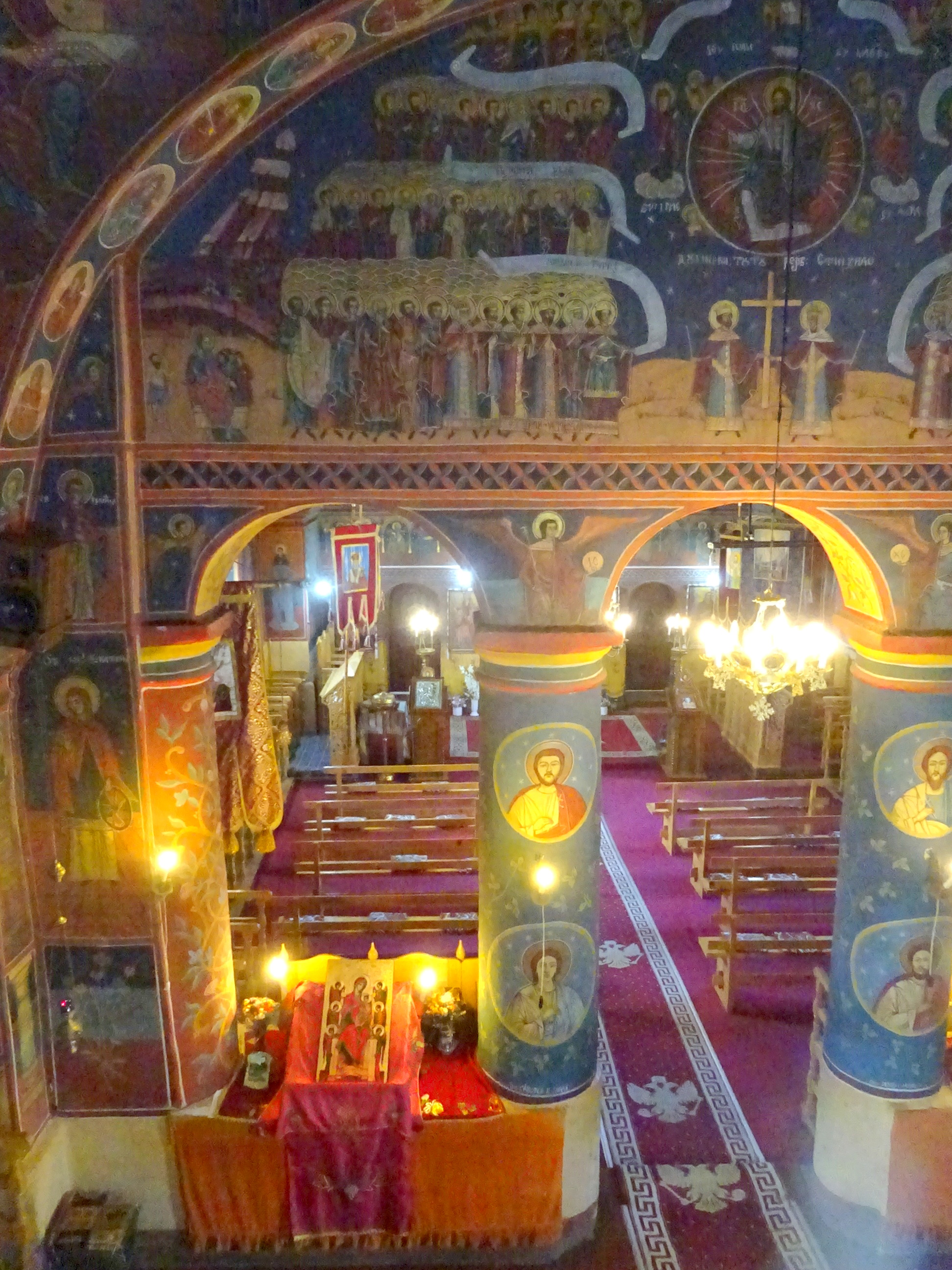
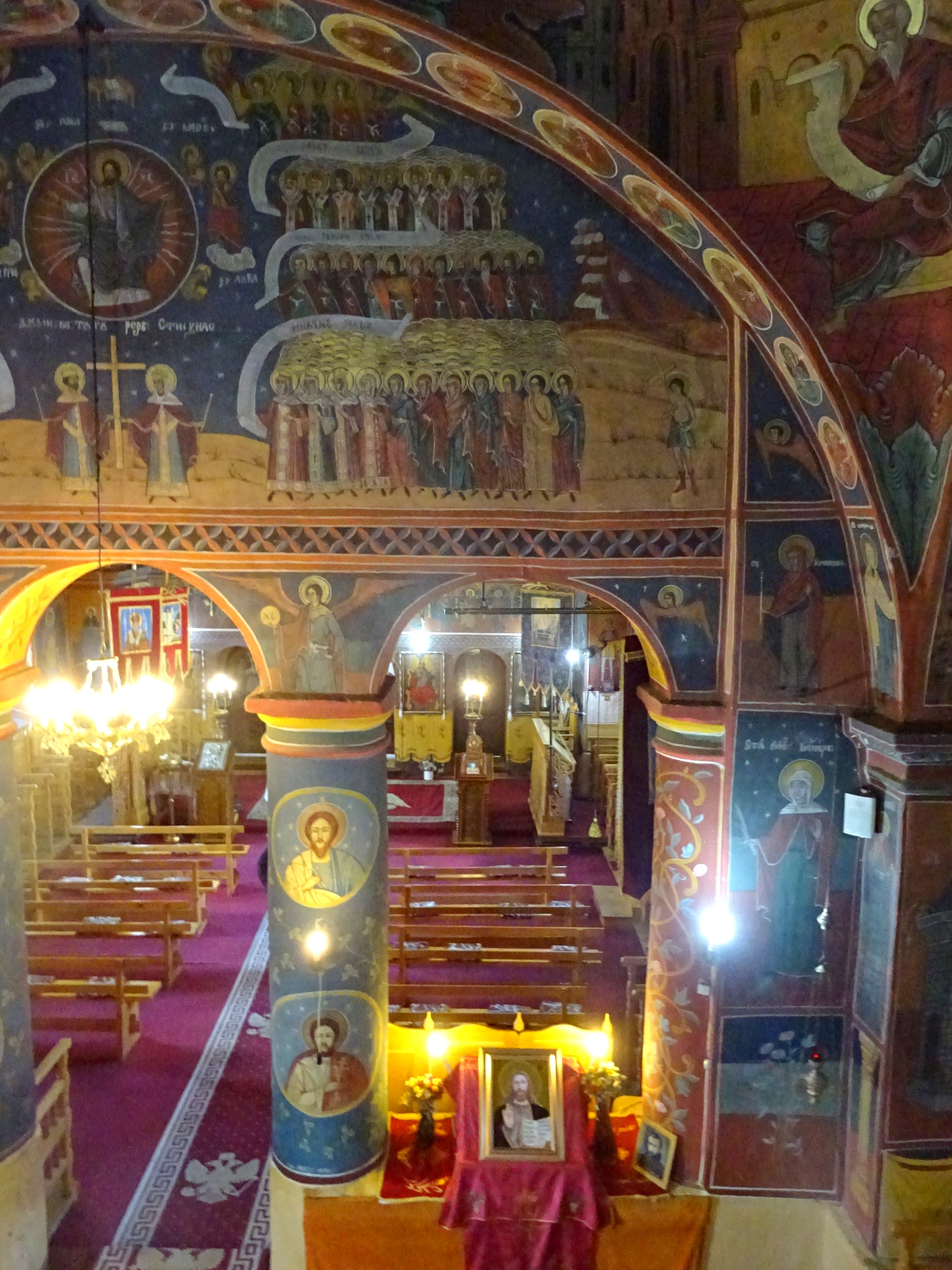
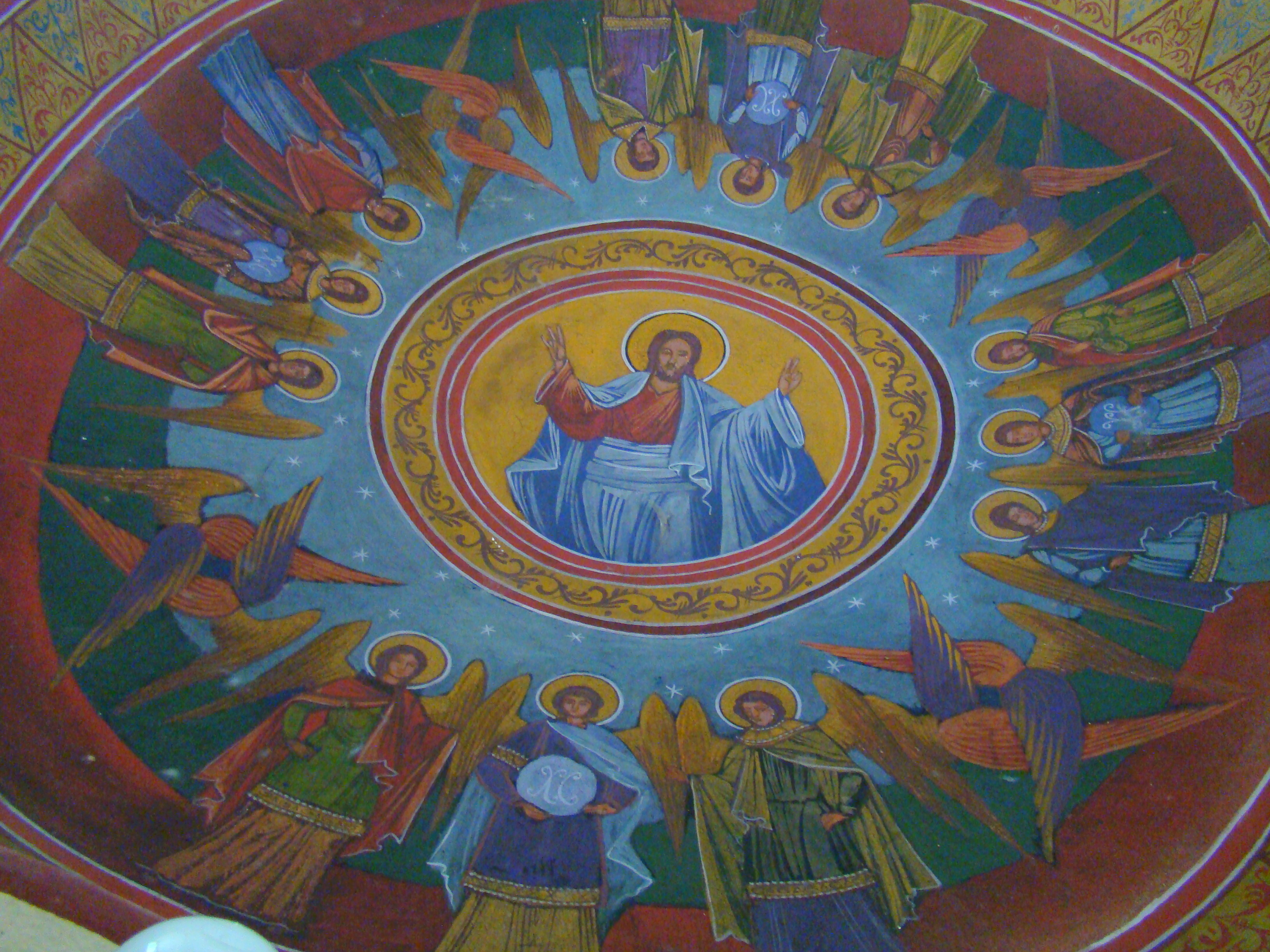
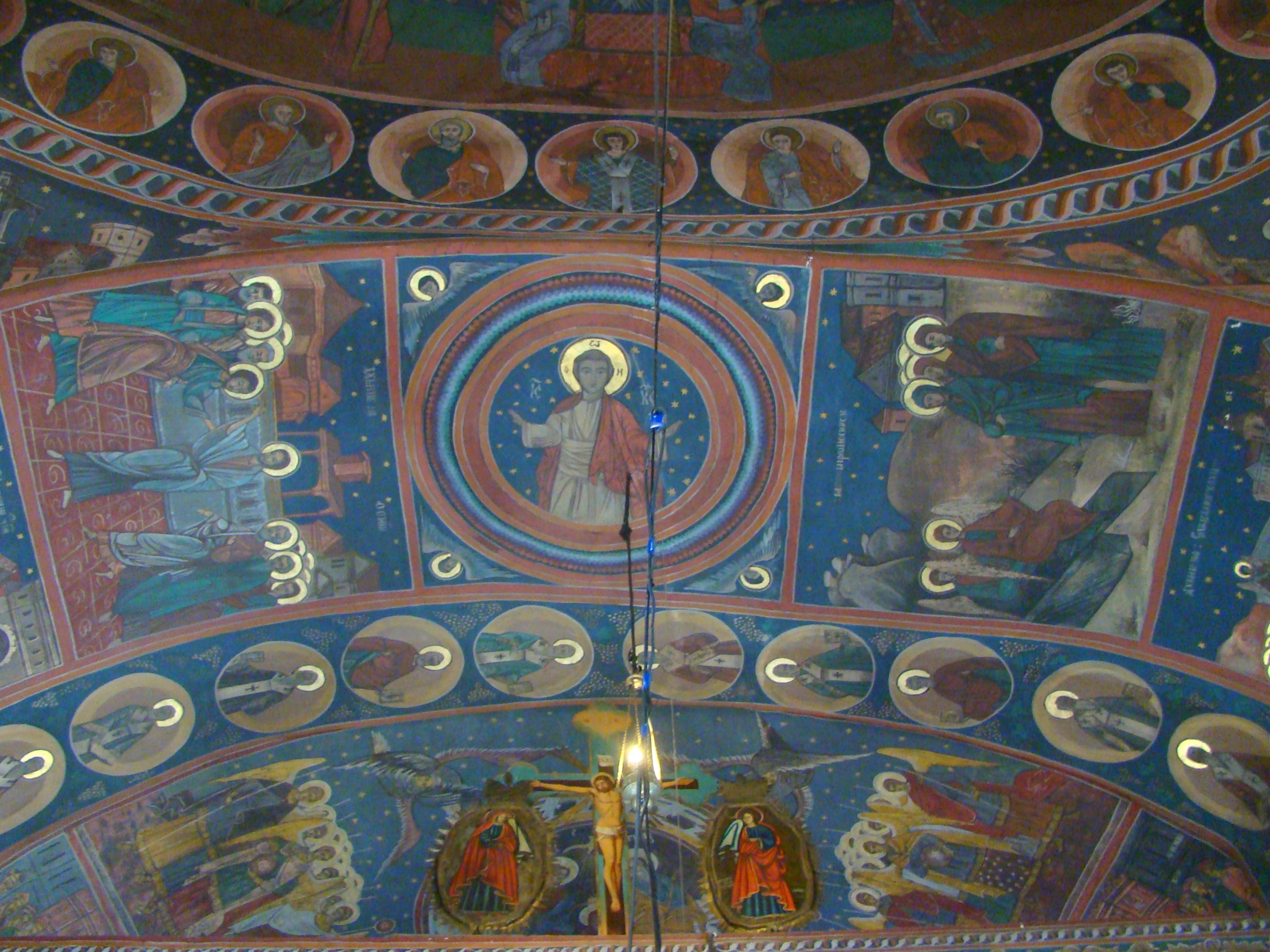
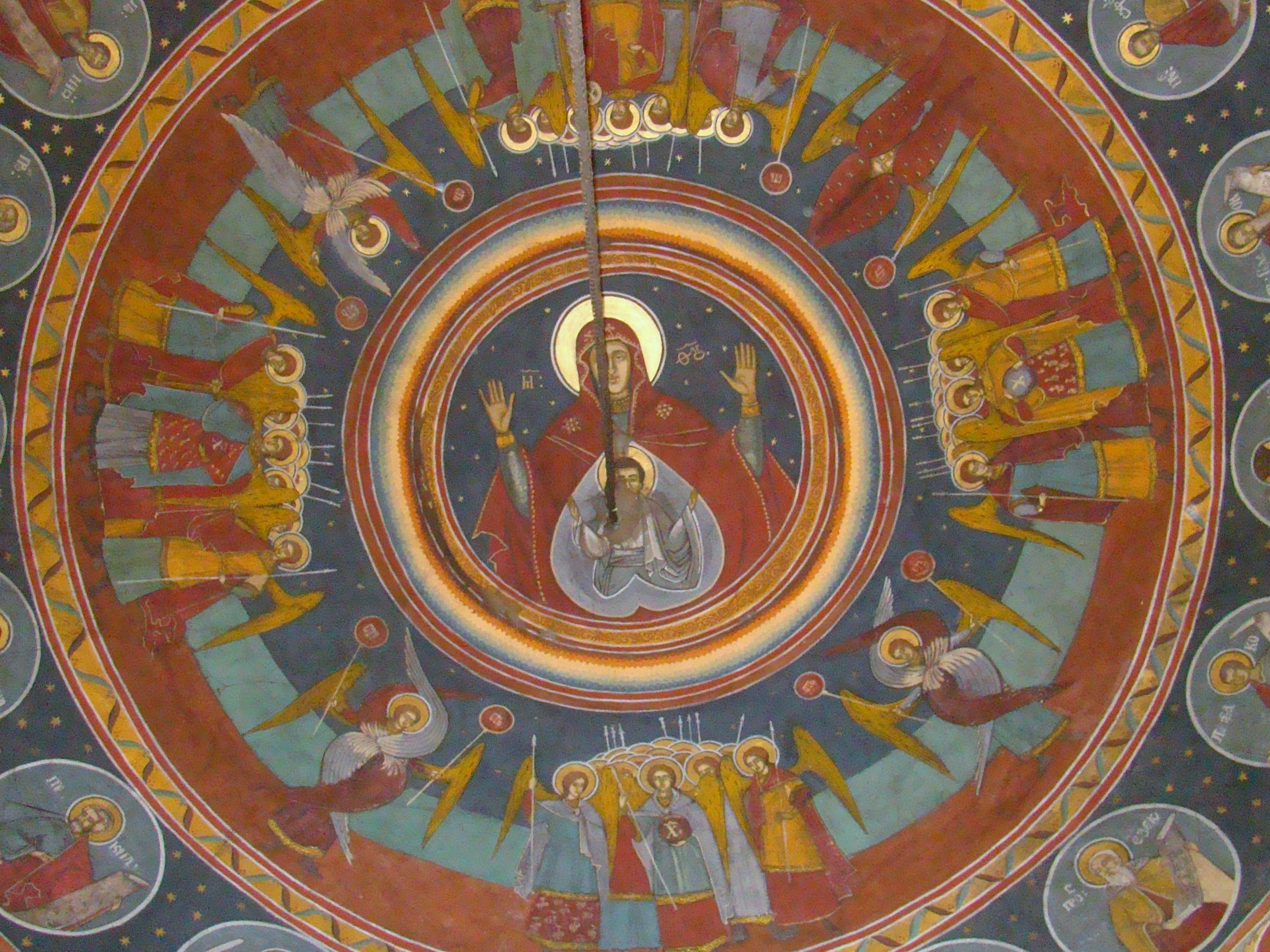
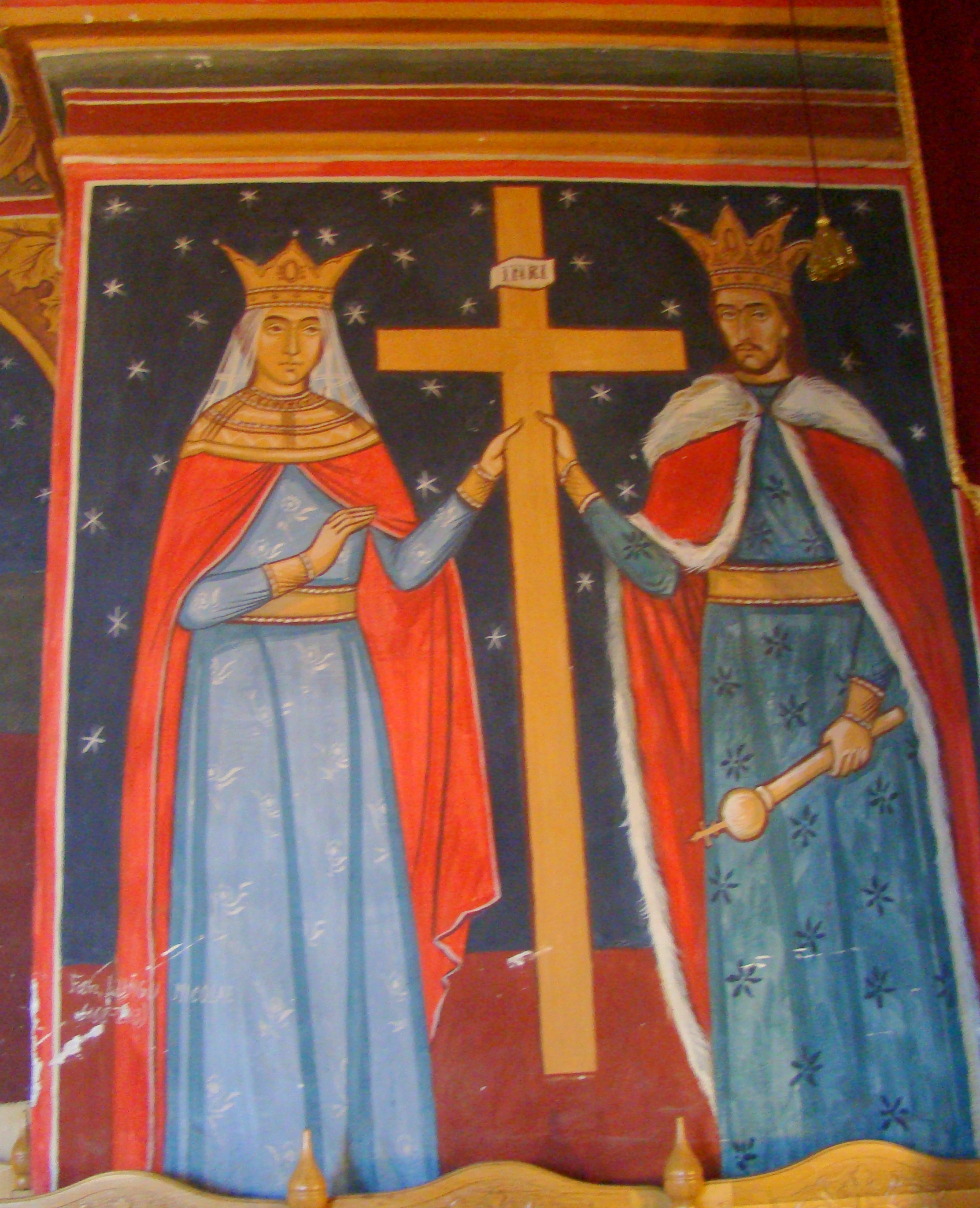
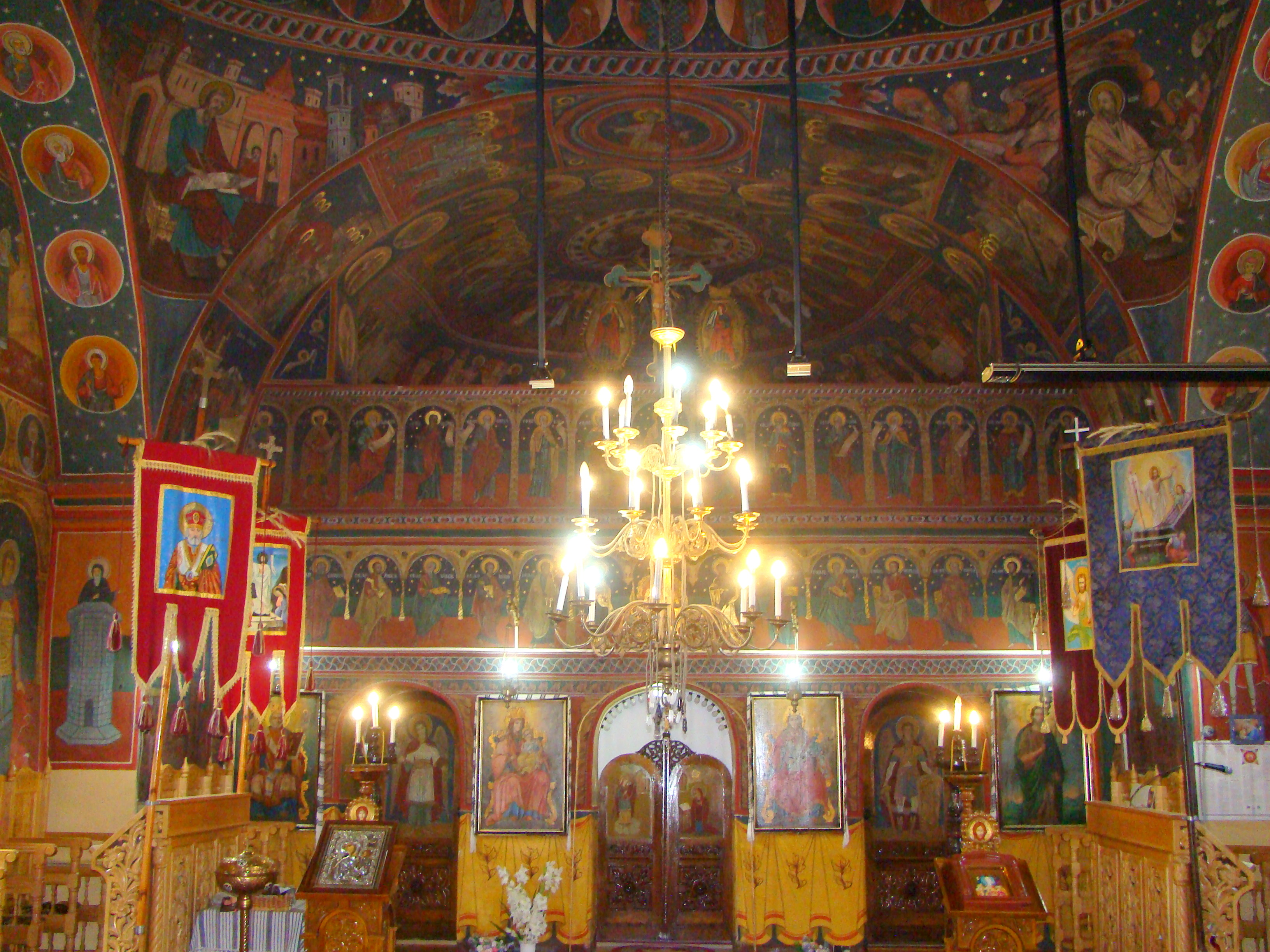
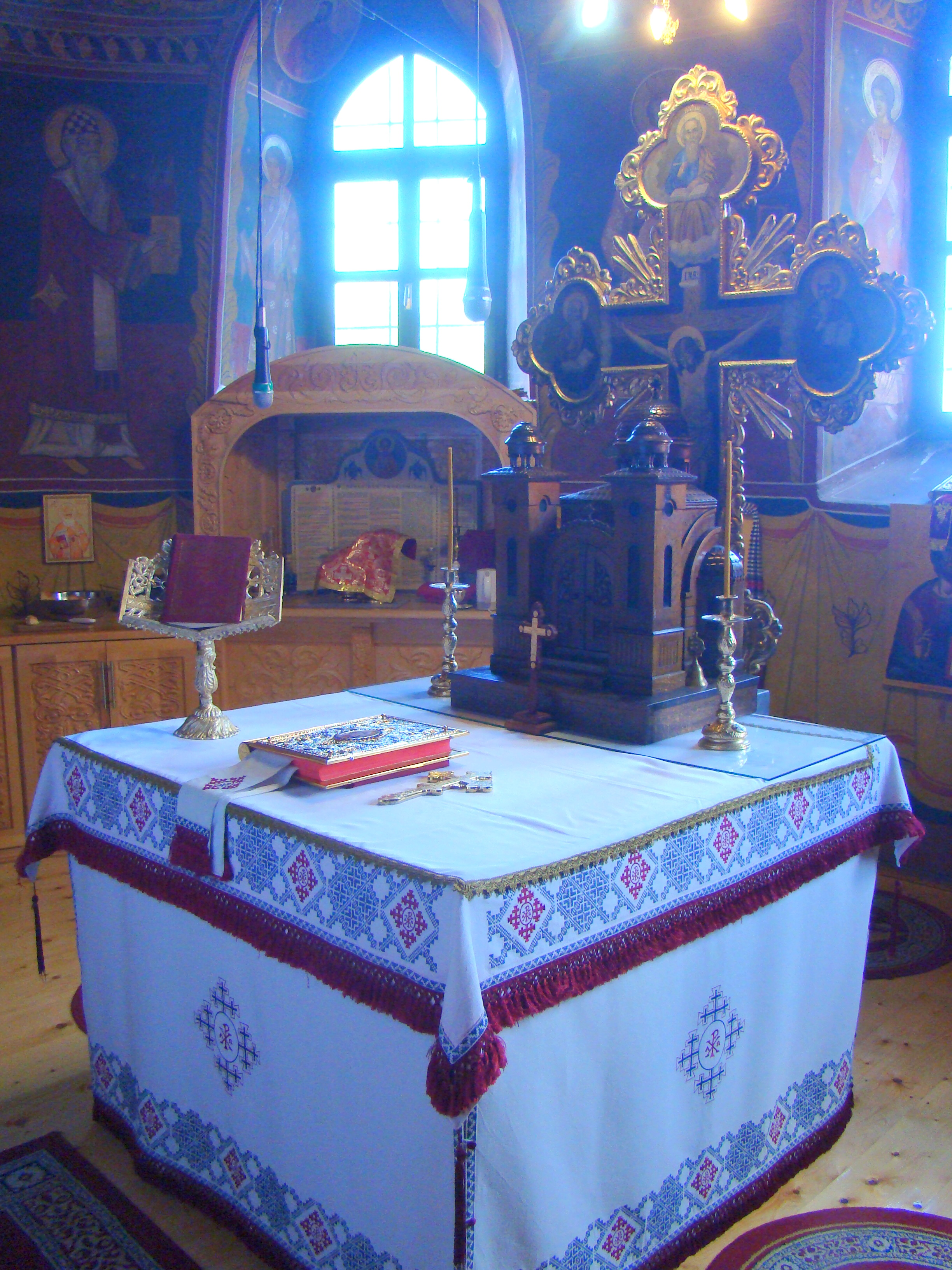
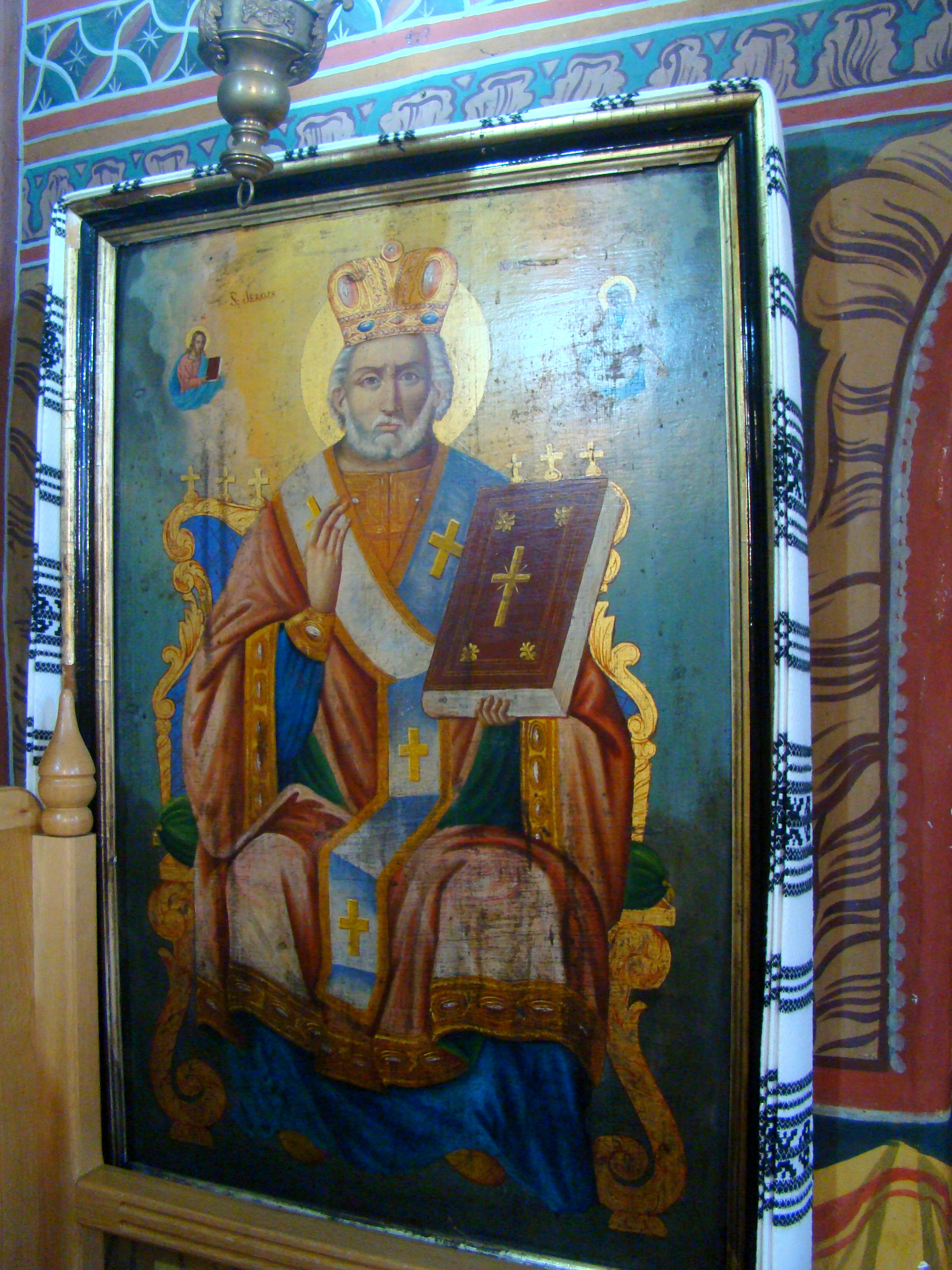
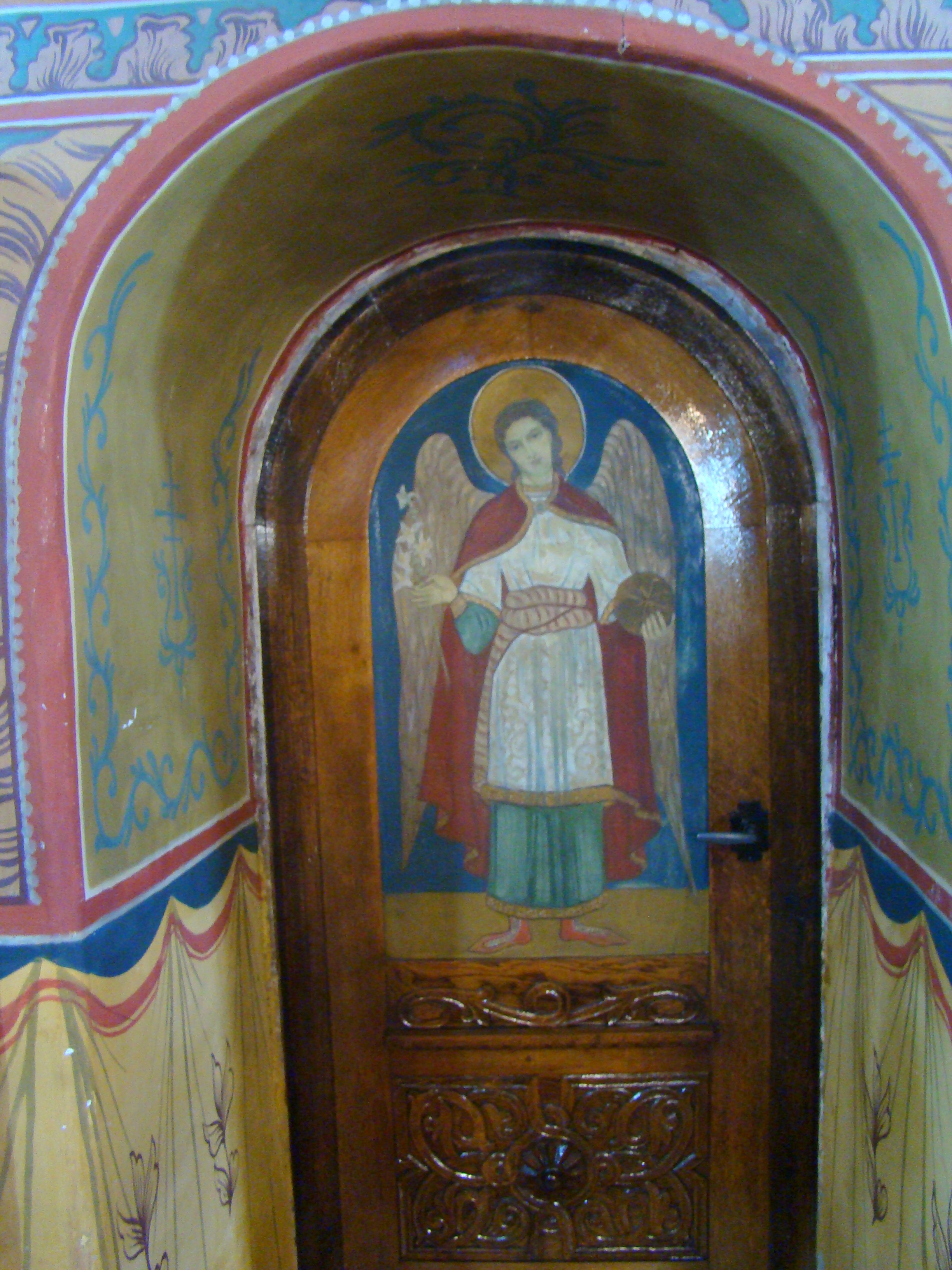
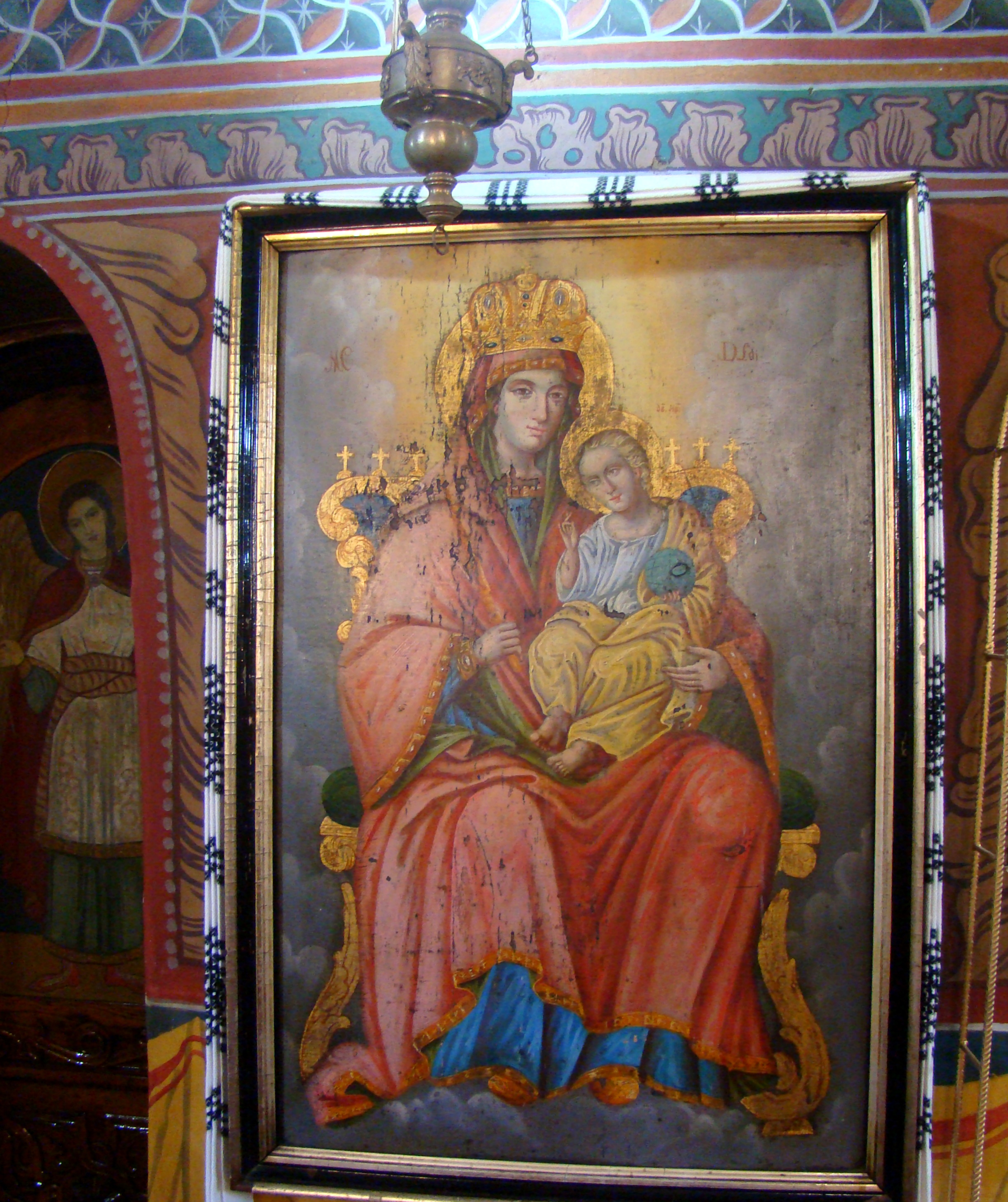
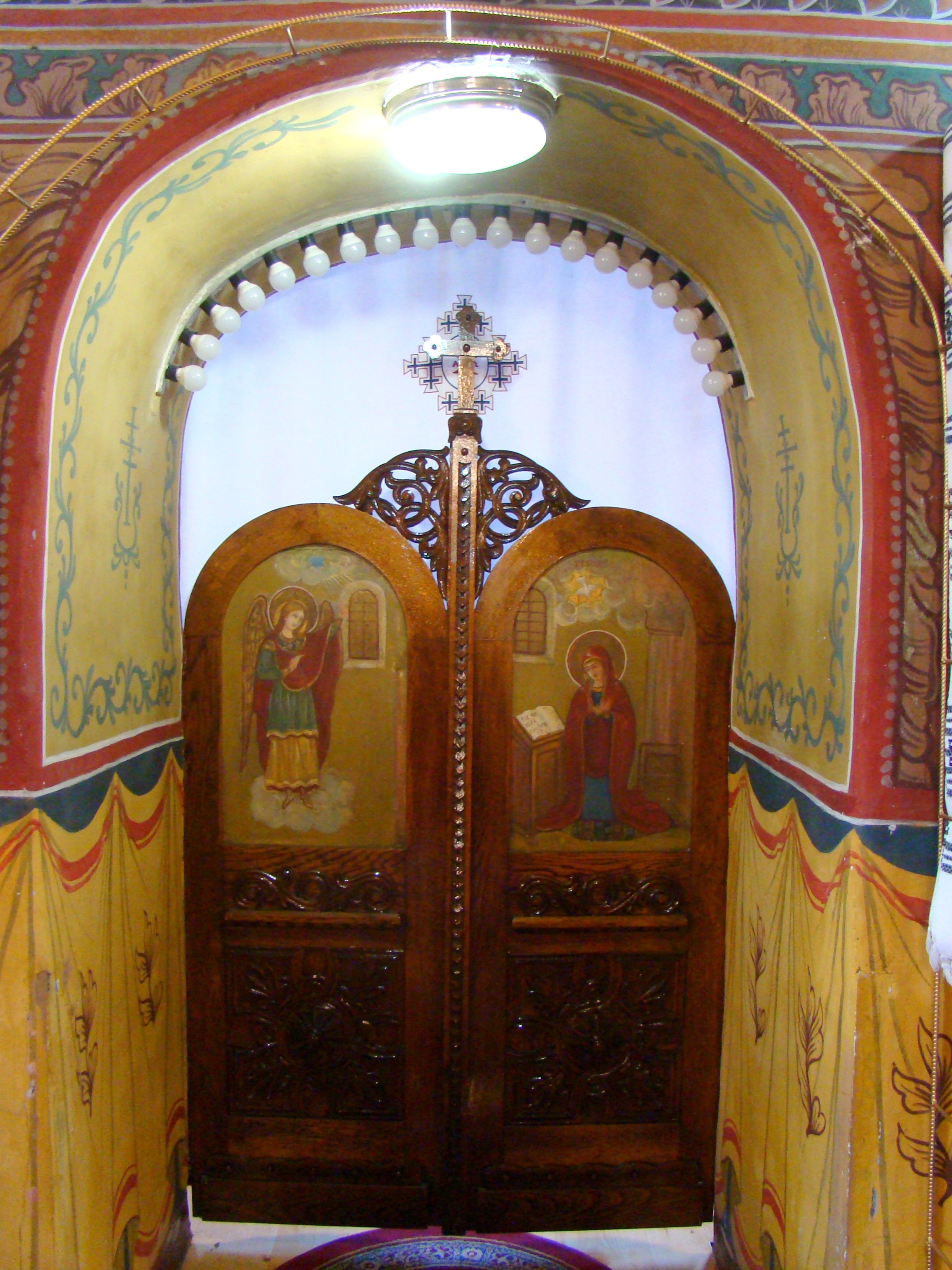
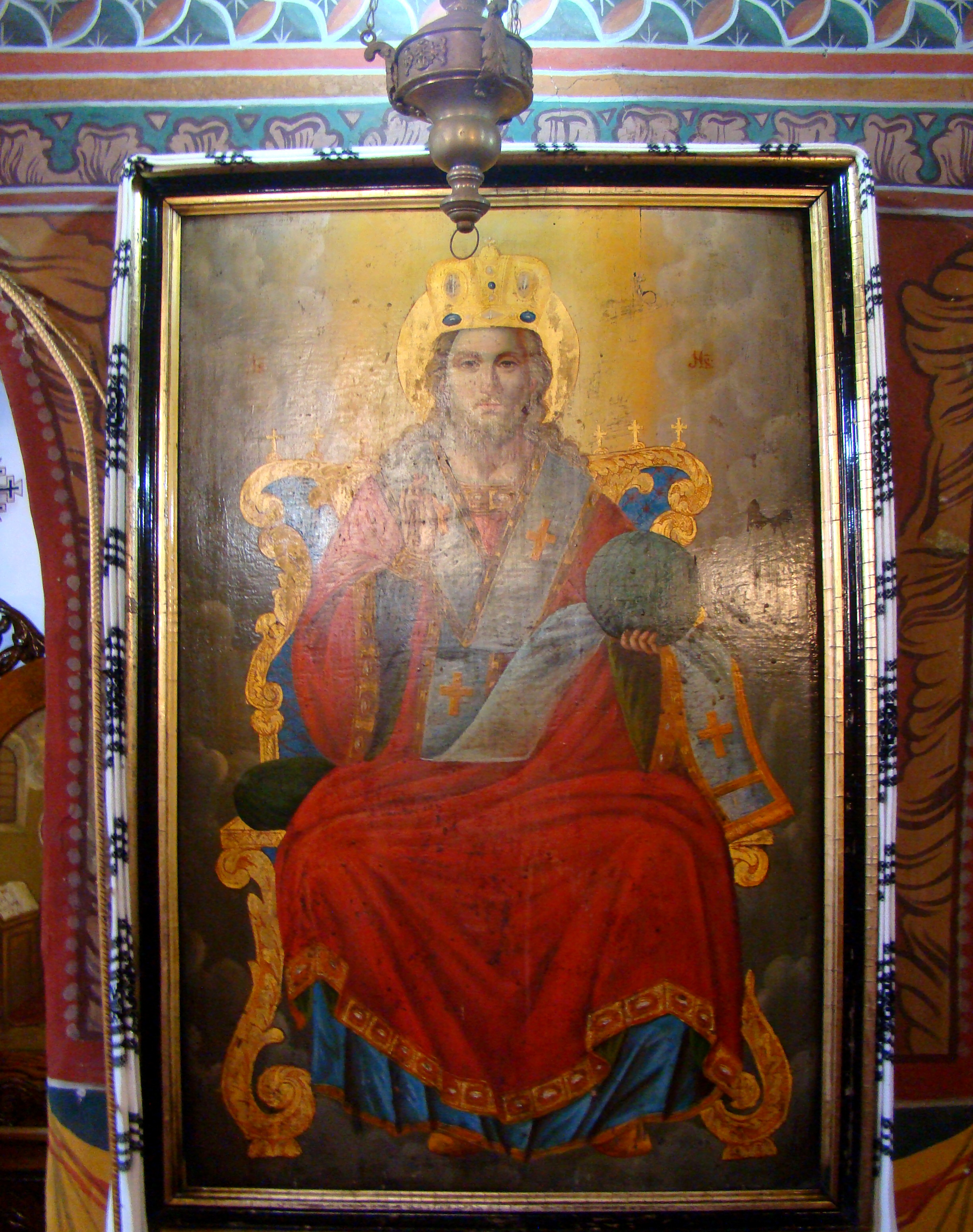
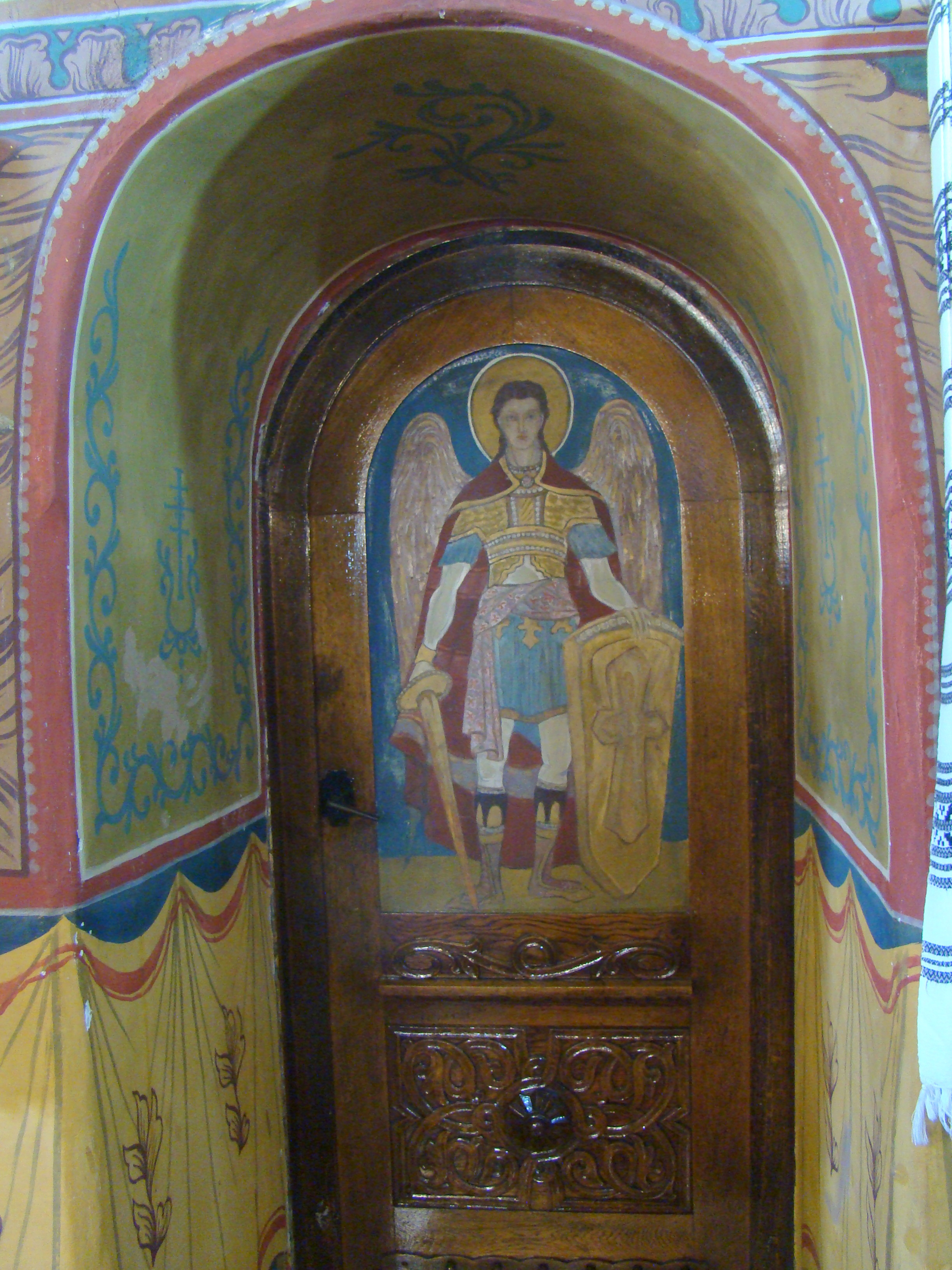
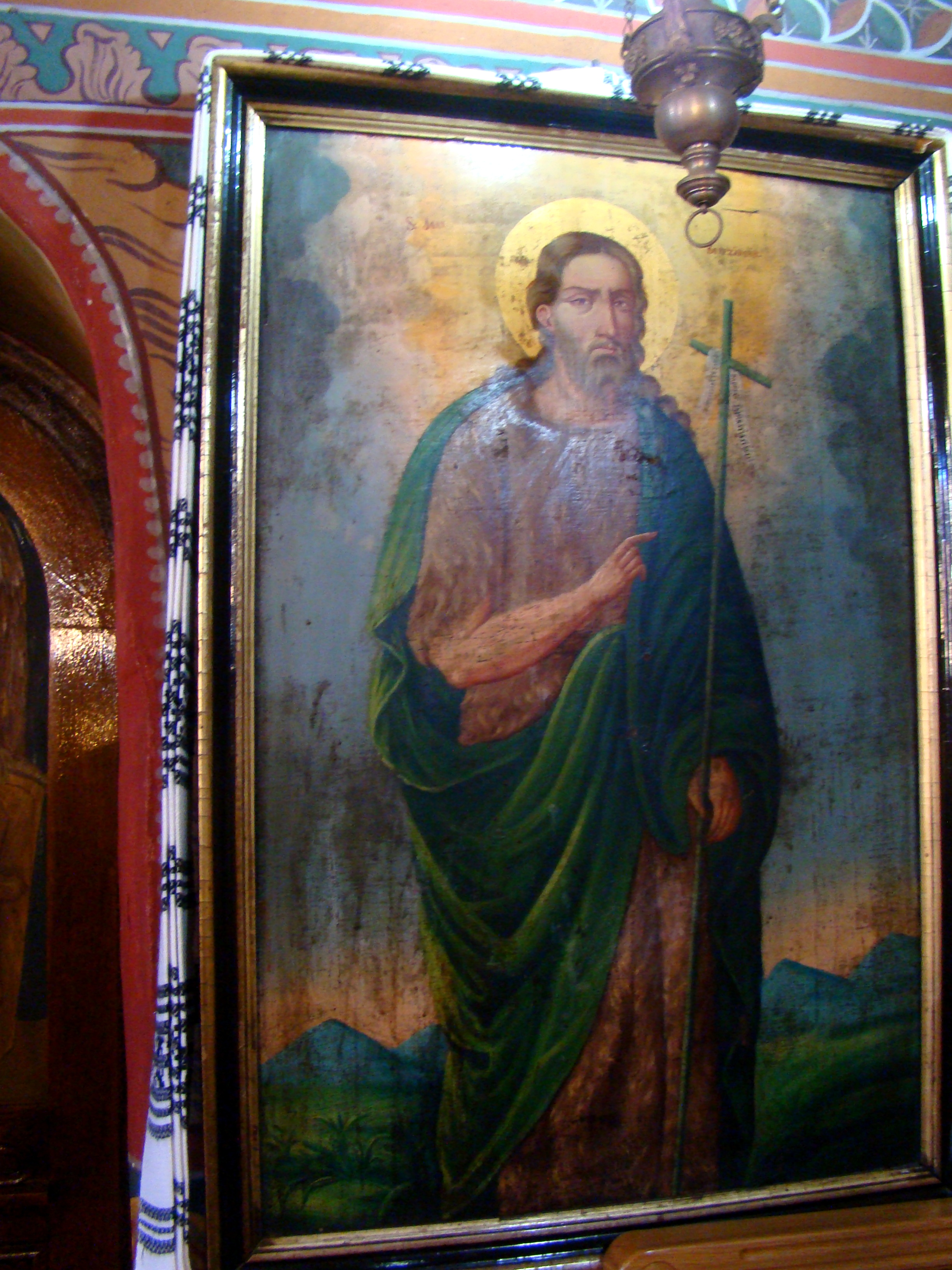
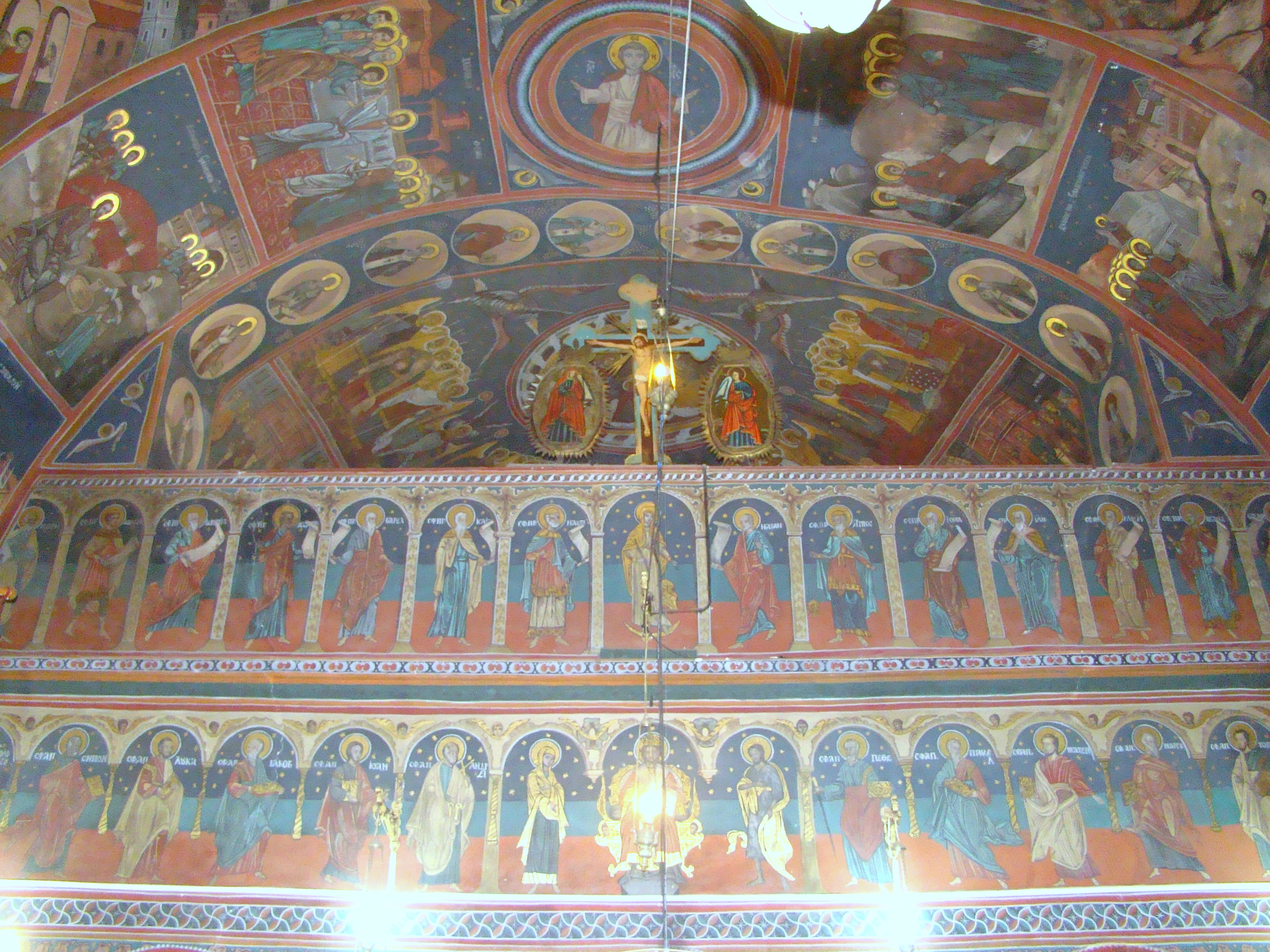
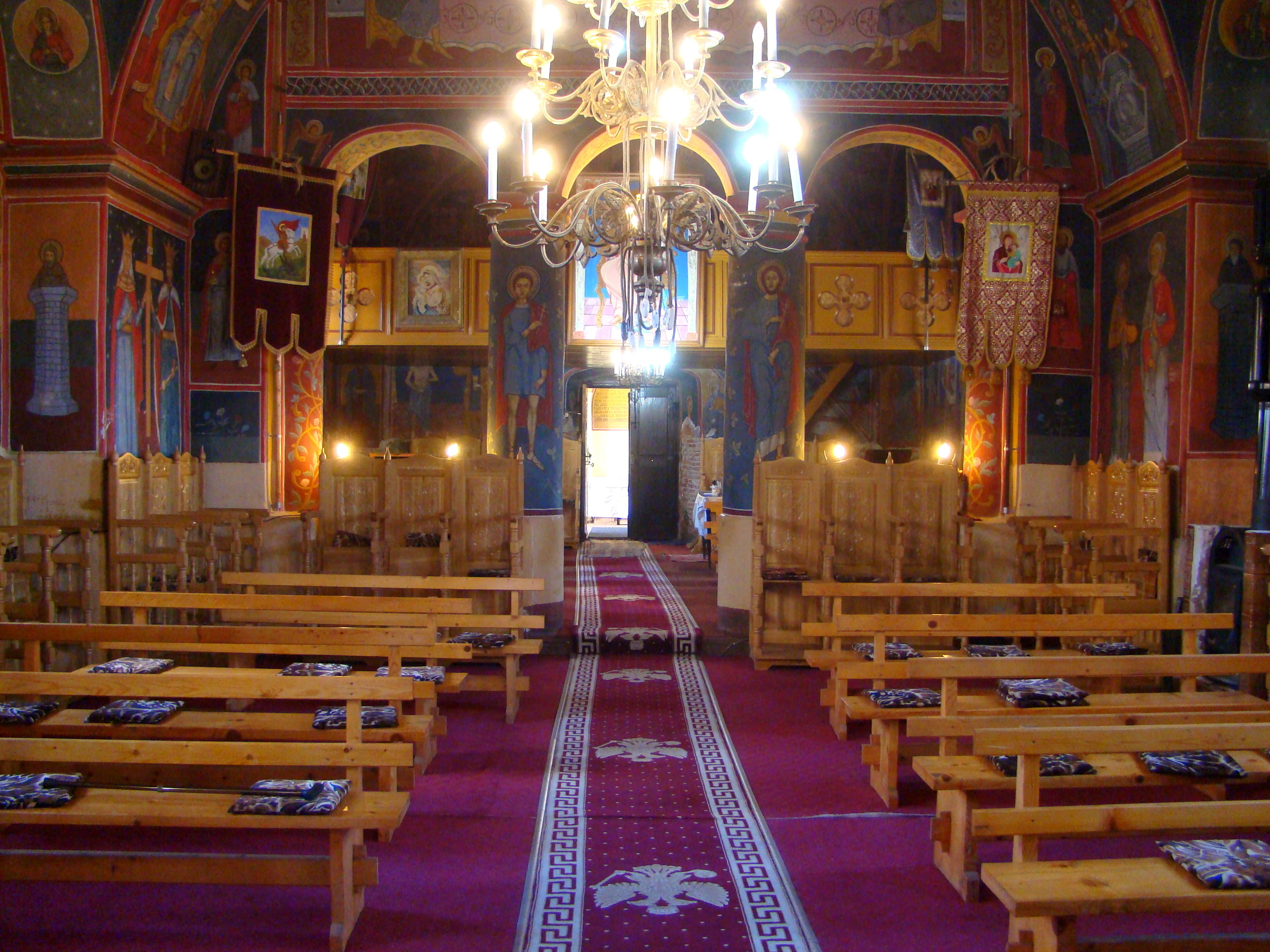
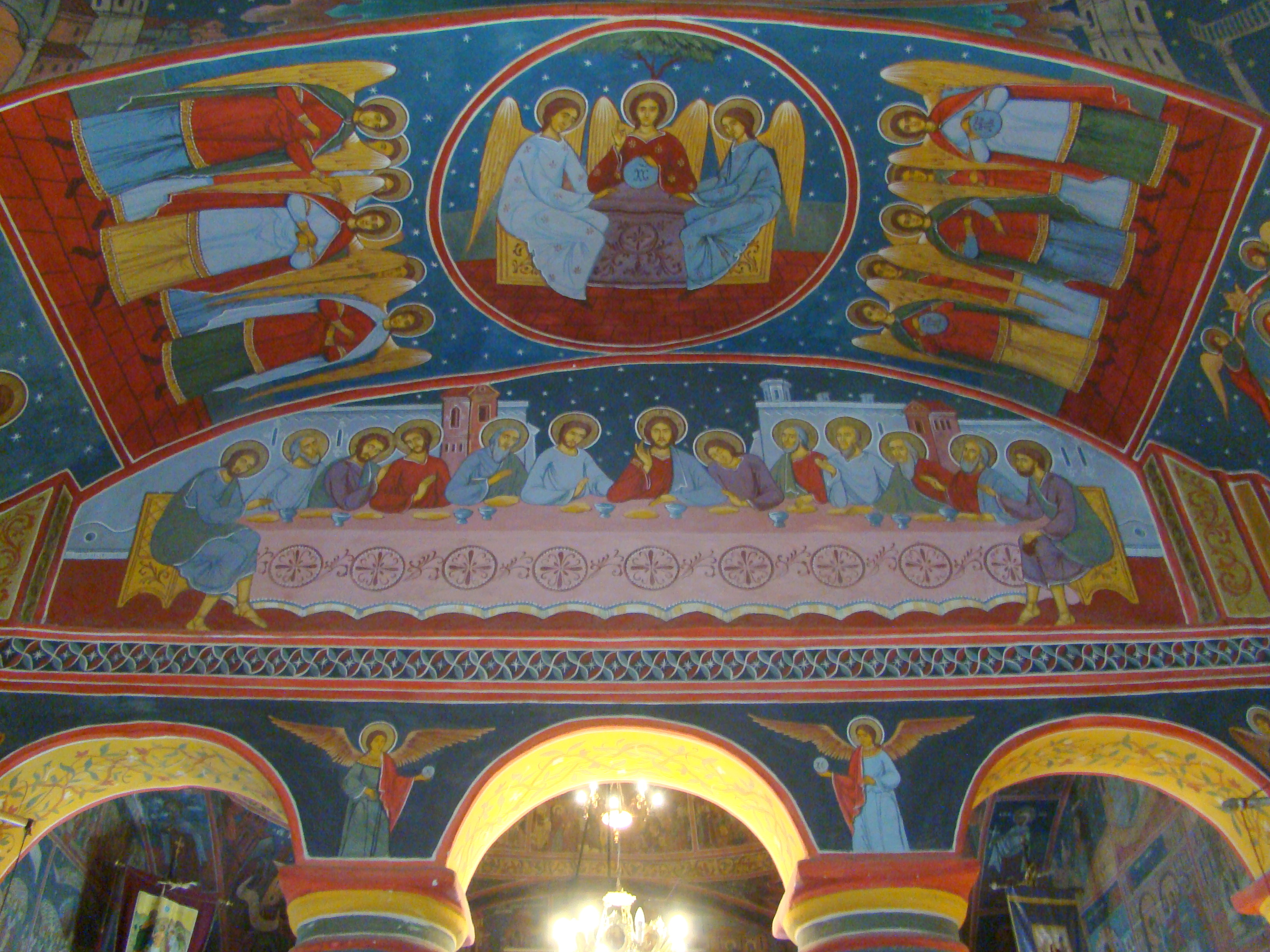
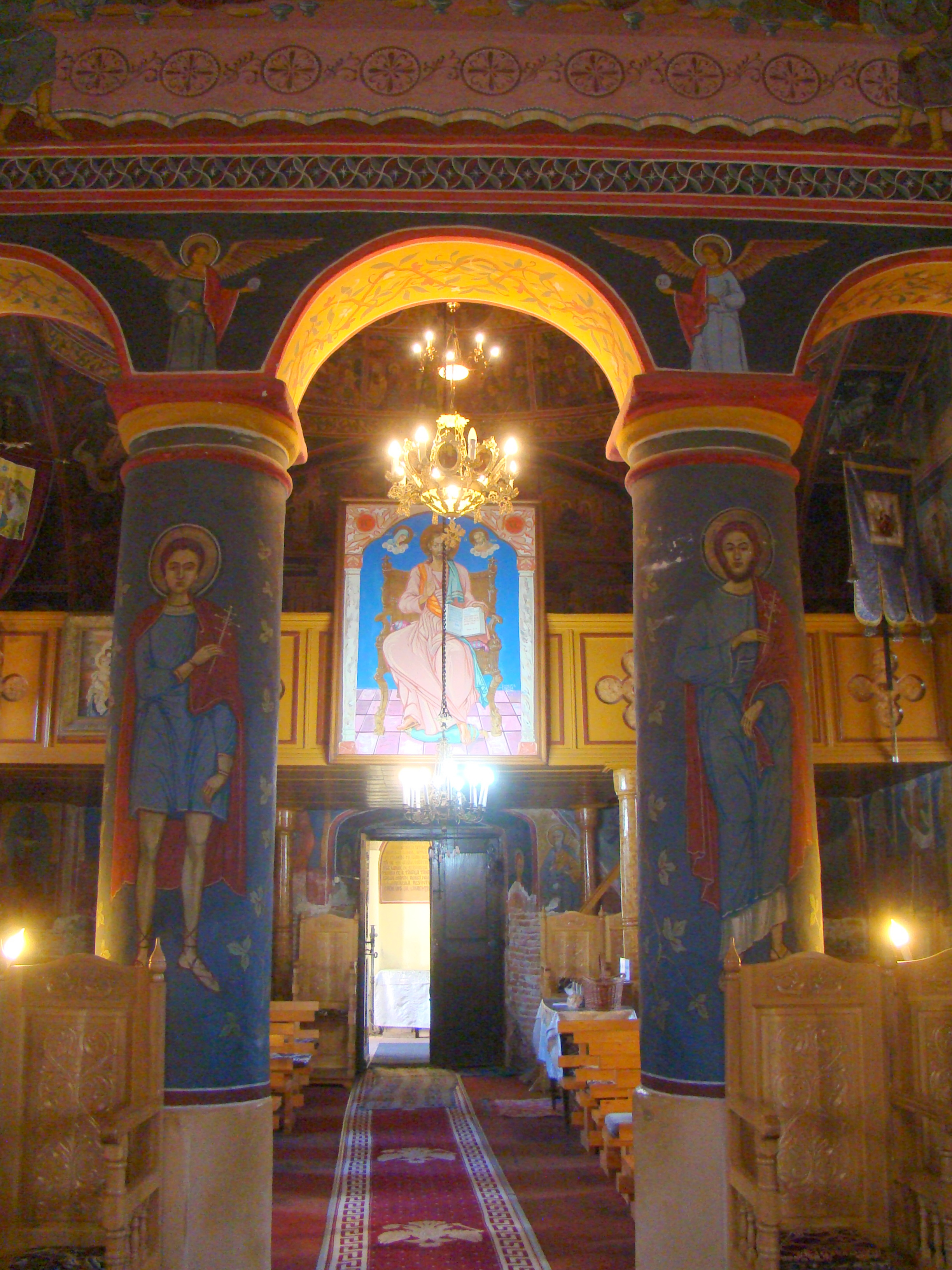
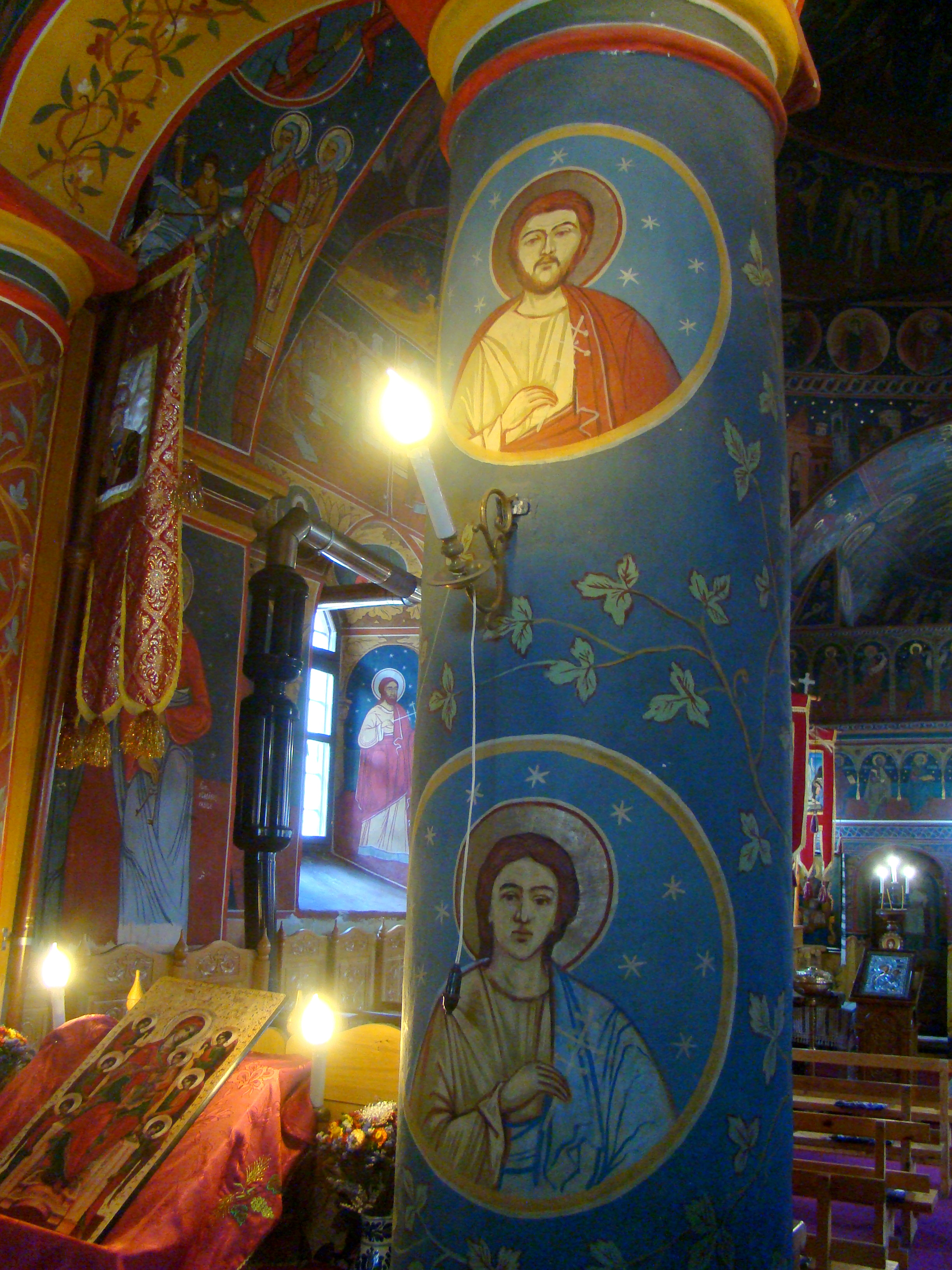
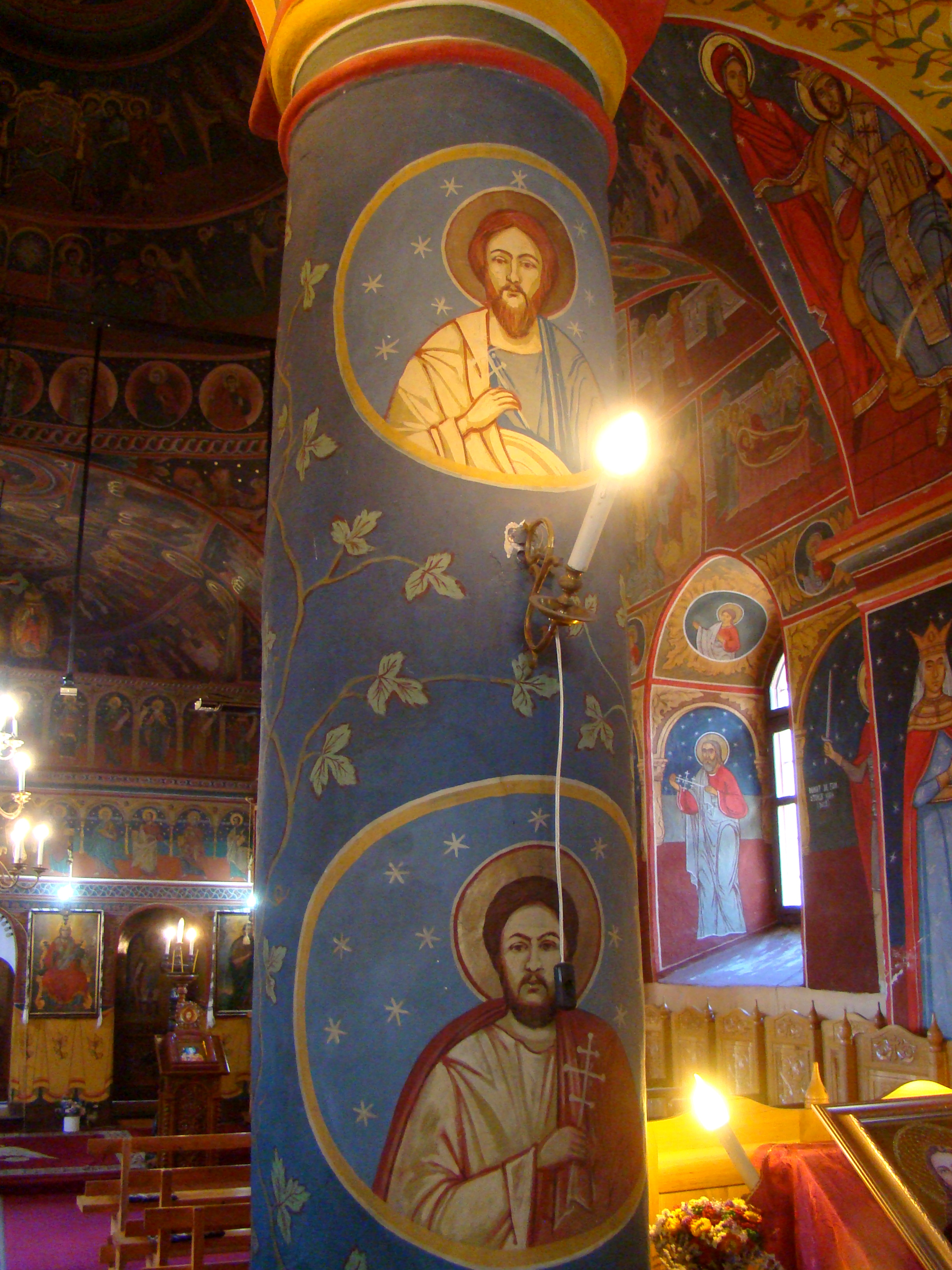
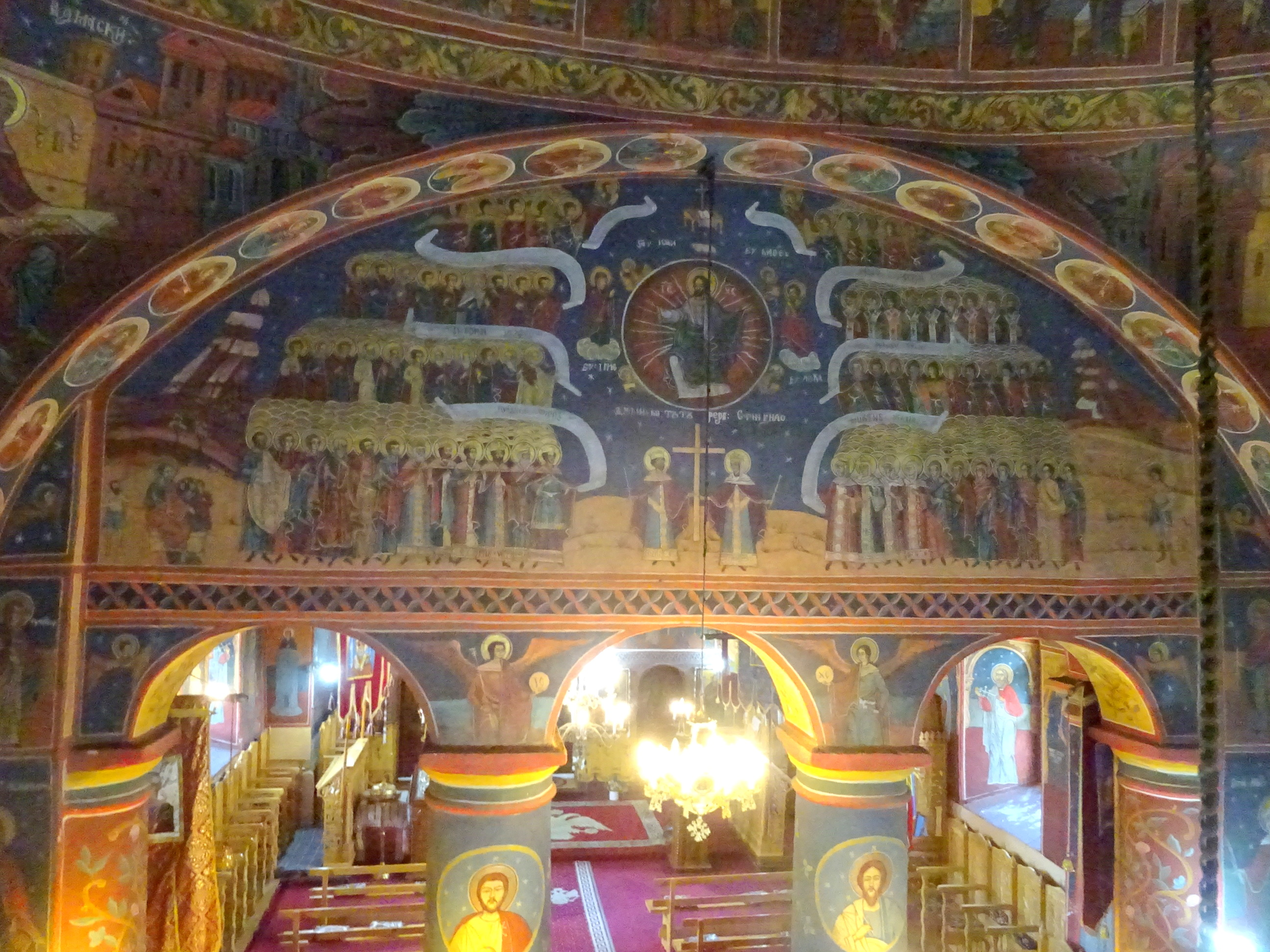
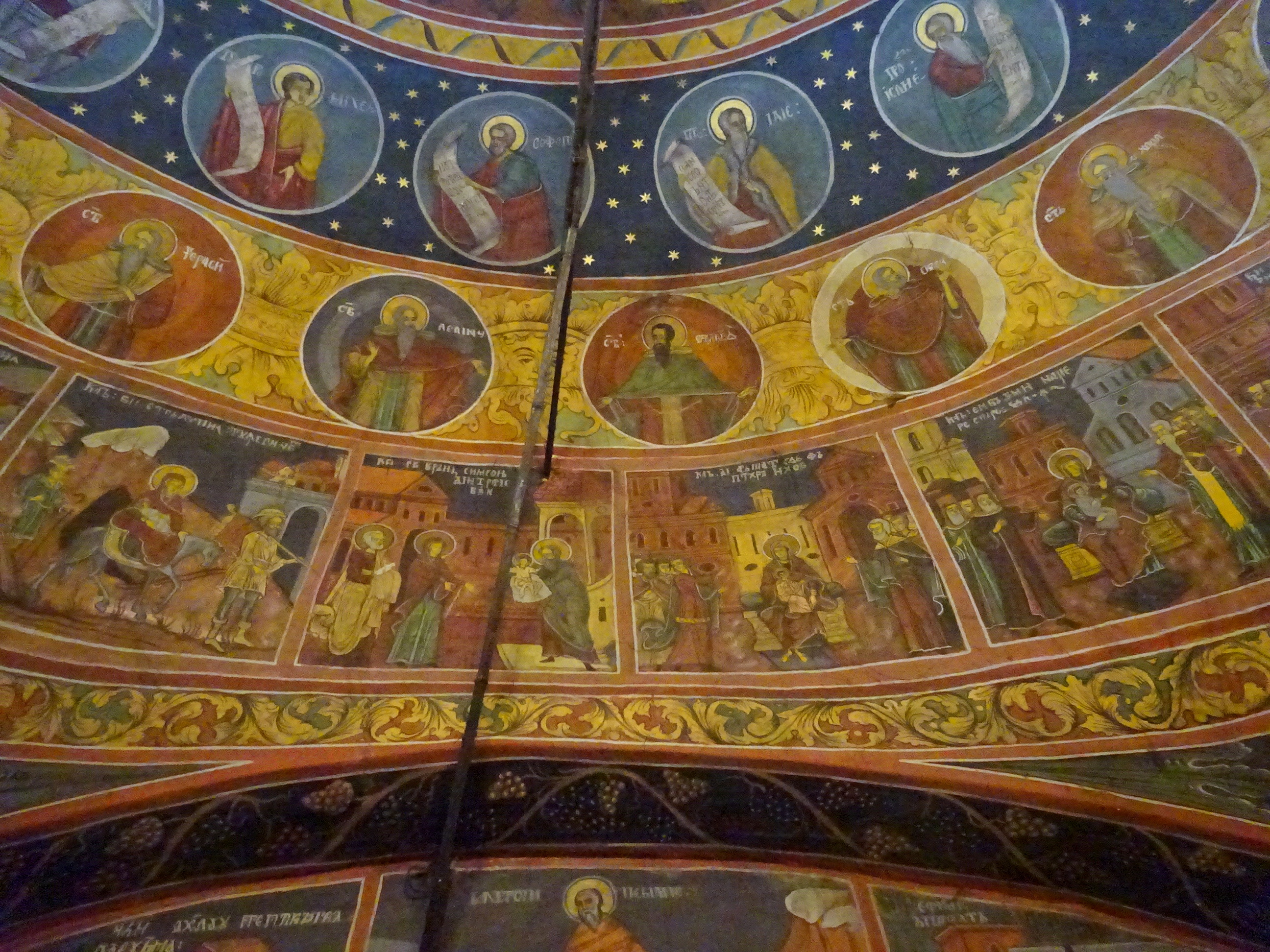
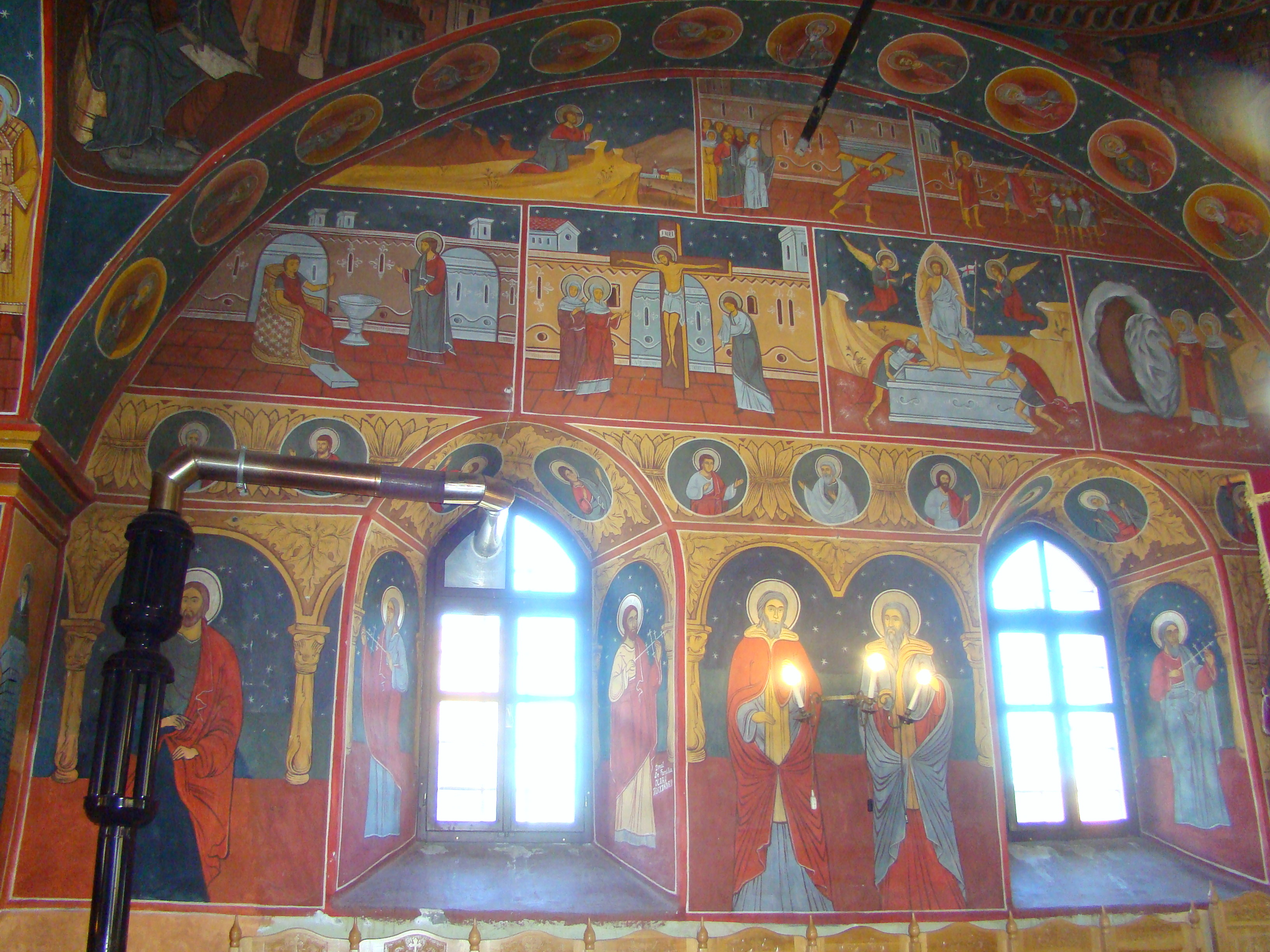
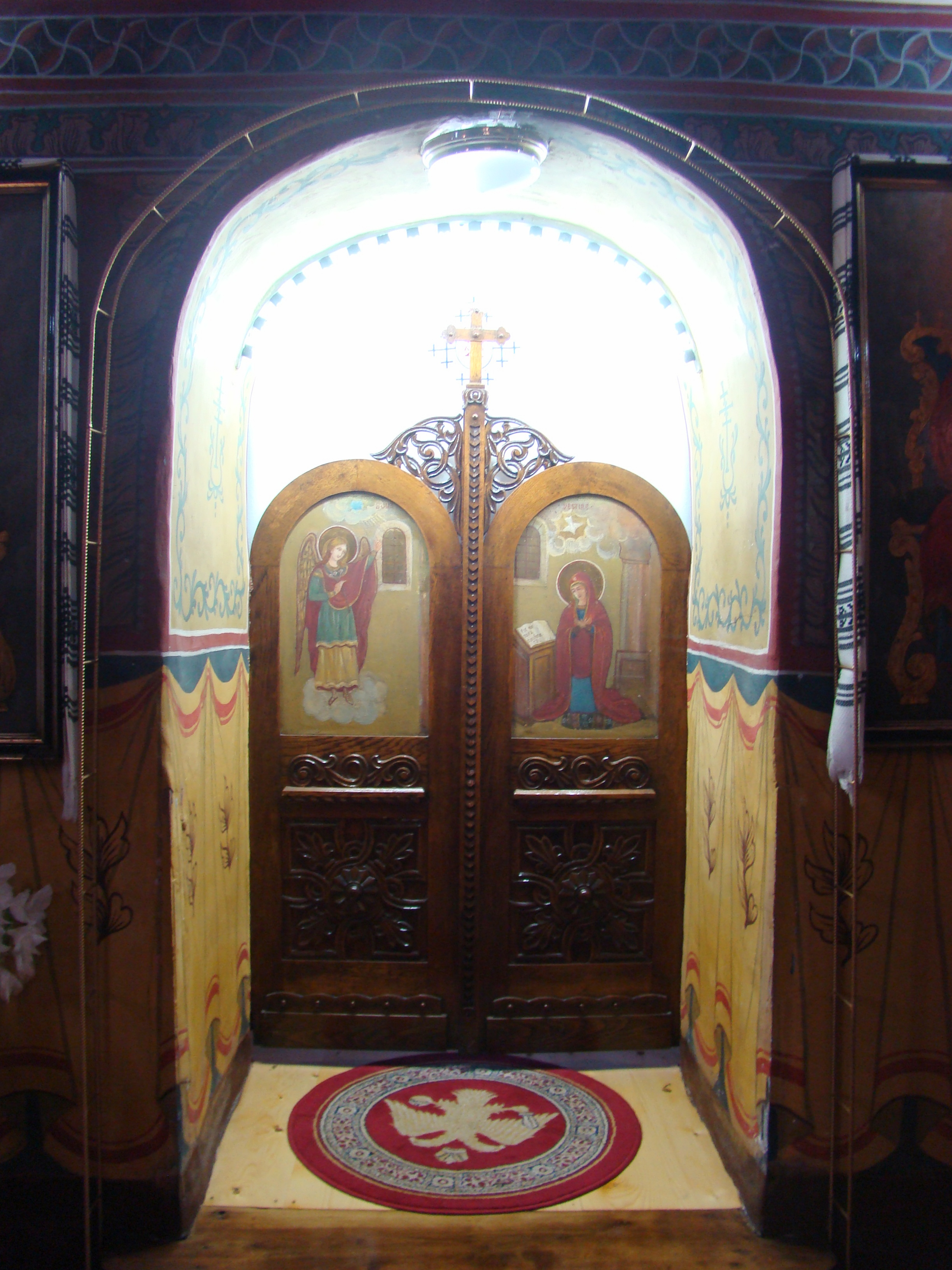
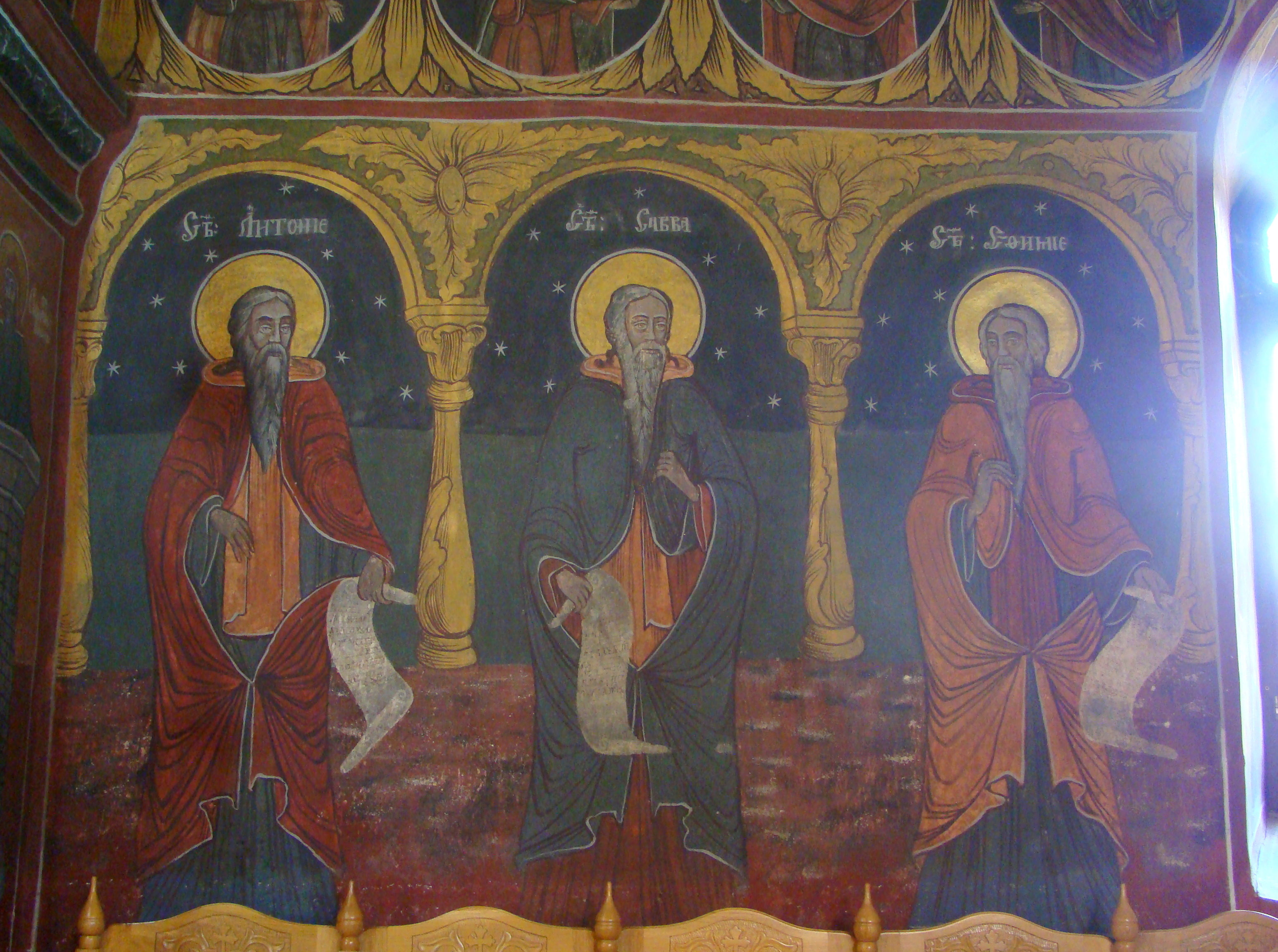
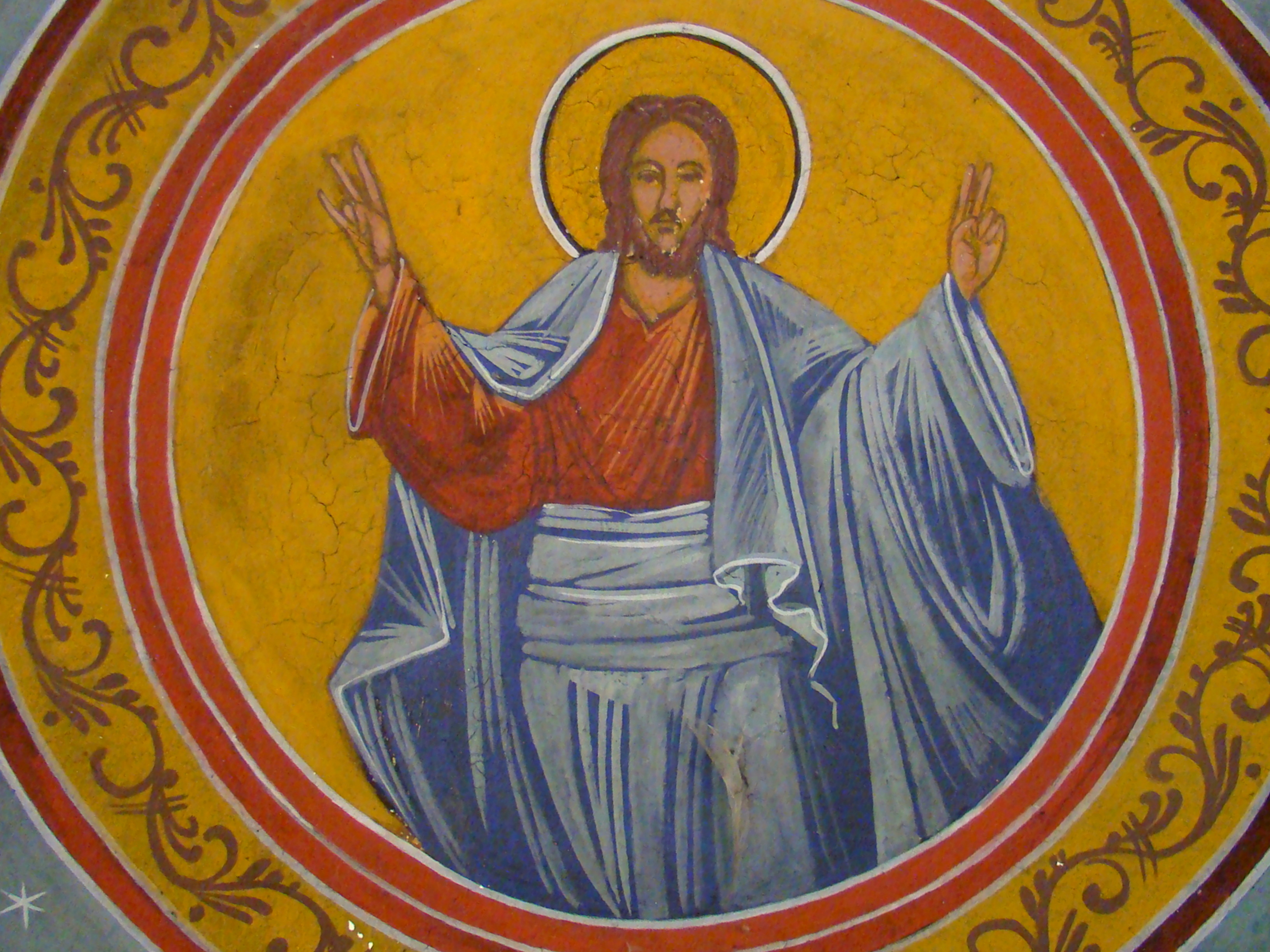
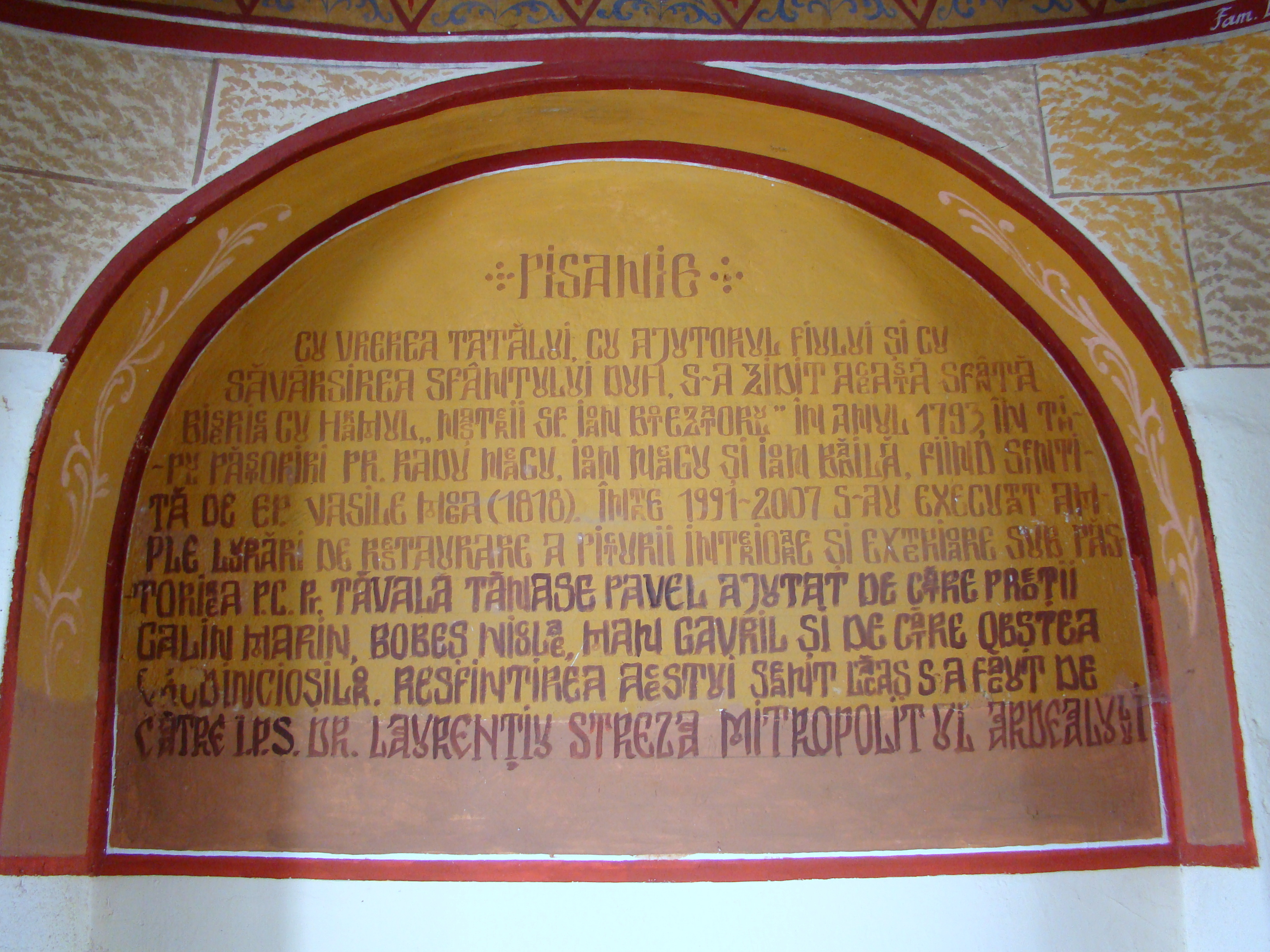